# Biserica Adormirea Maicii Domnului din Măieruș

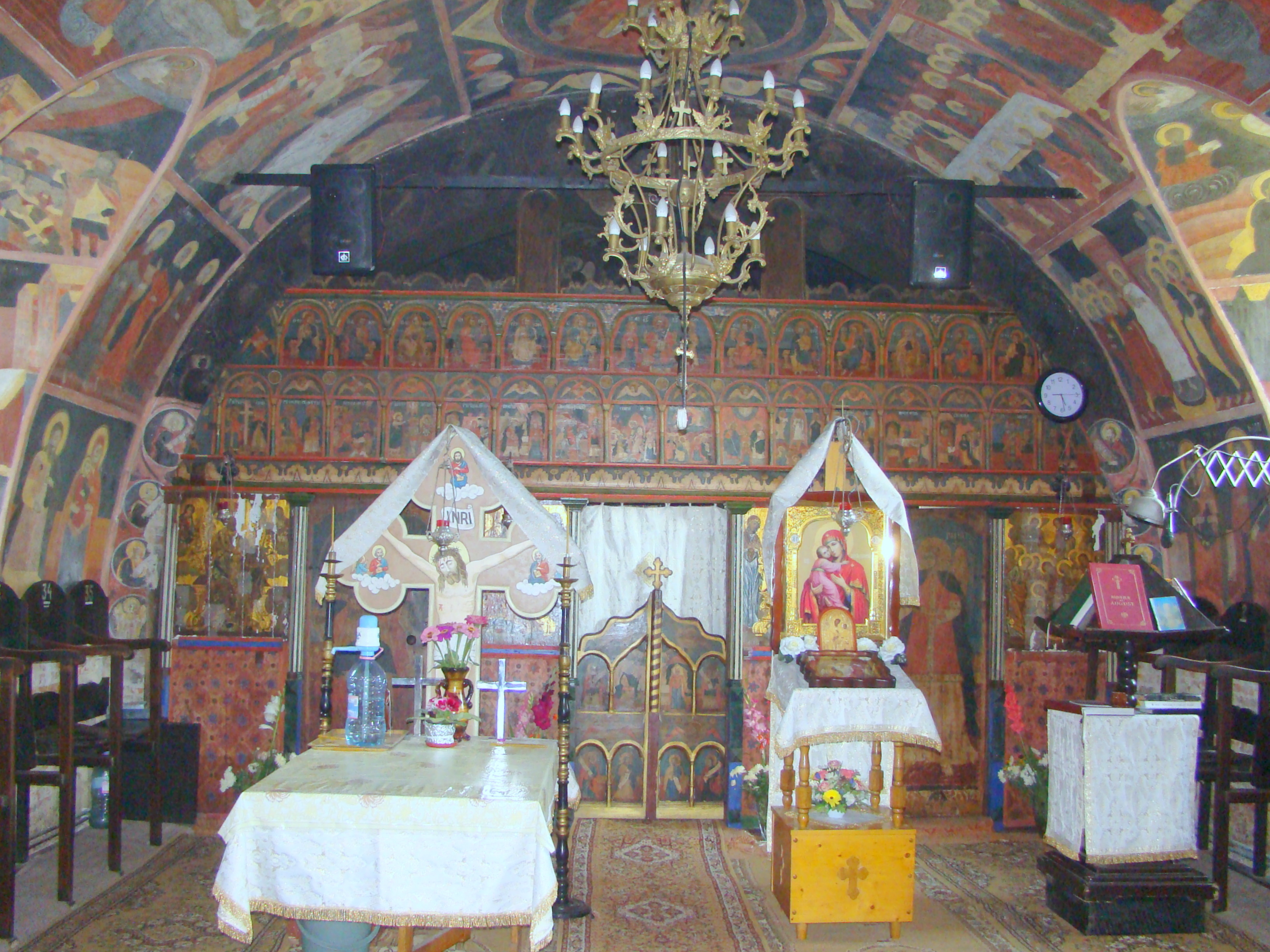
Nava spre iconostas

Biserica Adormirea Maicii Domnului este un monument istoric aflat pe teritoriul satului Măieruș, comuna Măieruș. În Repertoriul Arheologic Național, monumentul apare cu codul 41391.08.

## Localitatea
Măieruș, mai demult Măeruș, Măgheruș, Măghieruș, Alun (în dialectul săsesc Nâeršt, Nassbich, Nassbiχ, în germană Nußbach, Nussbach, în maghiară Szászmagyarós, Magyarós) este satul de reședință al comunei cu același nume din județul Brașov, Transilvania, România. În prima atestare documentară din 1377 localitatea apare sub numele de Villa nucum.

## Biserica
După ce împăratul Iosif al II-lea a emis la 1781 edictul de toleranță religioasă prin care se permitea și celor de alte confesiuni să se manifeste liber, doi frați greci, negustori în Brașov, Răut și Radu Leca, ctitoreau biserica ortodoxă din Măieruș. Pisania lăcașului de cult: „În numele Tatălui și al Fiului și al Sfântului Duh. S-a zidit această Sfântă Biserică din temelie ce se prăznuiește hramul Adormirii Maicii Preceste. În zilele Preaînaltului împărat Iosif al II-lea și cu toată cheltuiala Domnului ctitorului jupânul Leca Răut, Domnului jupânul Radu Leca, Frați din Brașov ca să fie întru veșnica pomenire Dumnealor și părinților Dumnealor la anul 1787, fiind gociman Ioan Cocean, Ioan Zugraf din Turcheș”.
Cei doi negustori din Brașov au donat pe 21 februarie 1783 suma de 300 galbeni ungurești pentru construirea unei biserici „neunite” în „satul imperial, regal și liber Măieruș, pentru săracii valahi, care locuiesc în el”. În anul 1787 biserica era terminată, pictată și sfințită la 15 august, chiar de sărbătoarea Adormirii Maicii Domnului, hramul zidirii.
Biserica a fost construită din cărămidă, pe o fundație de piatră, în formă de navă, cu absida ușor decroșată, poligonală la exterior, și un turn clopotniță de secțiune pătrată, amplasat deasupra unui pridvor îngust, la origine deschis. Golurile ferestrelor sunt înguste, câte patru pe fațadele laterale și una în axul absidei altarului, semicircular în partea superioară, având glafuri evazate spre interior și penetrații la nivelul bolții.
În anul 2009 au început demersurile pentru restaurarea lăcașului de cult: schimbarea acoperișului, montarea unui paratrăsnet, zugrăvirea turnului și vopsirea obloanelor de la turn, restaurarea picturii și iconostasului, construirea unei anexe, amenajarea curții bisericii.

## Imagini din exterior

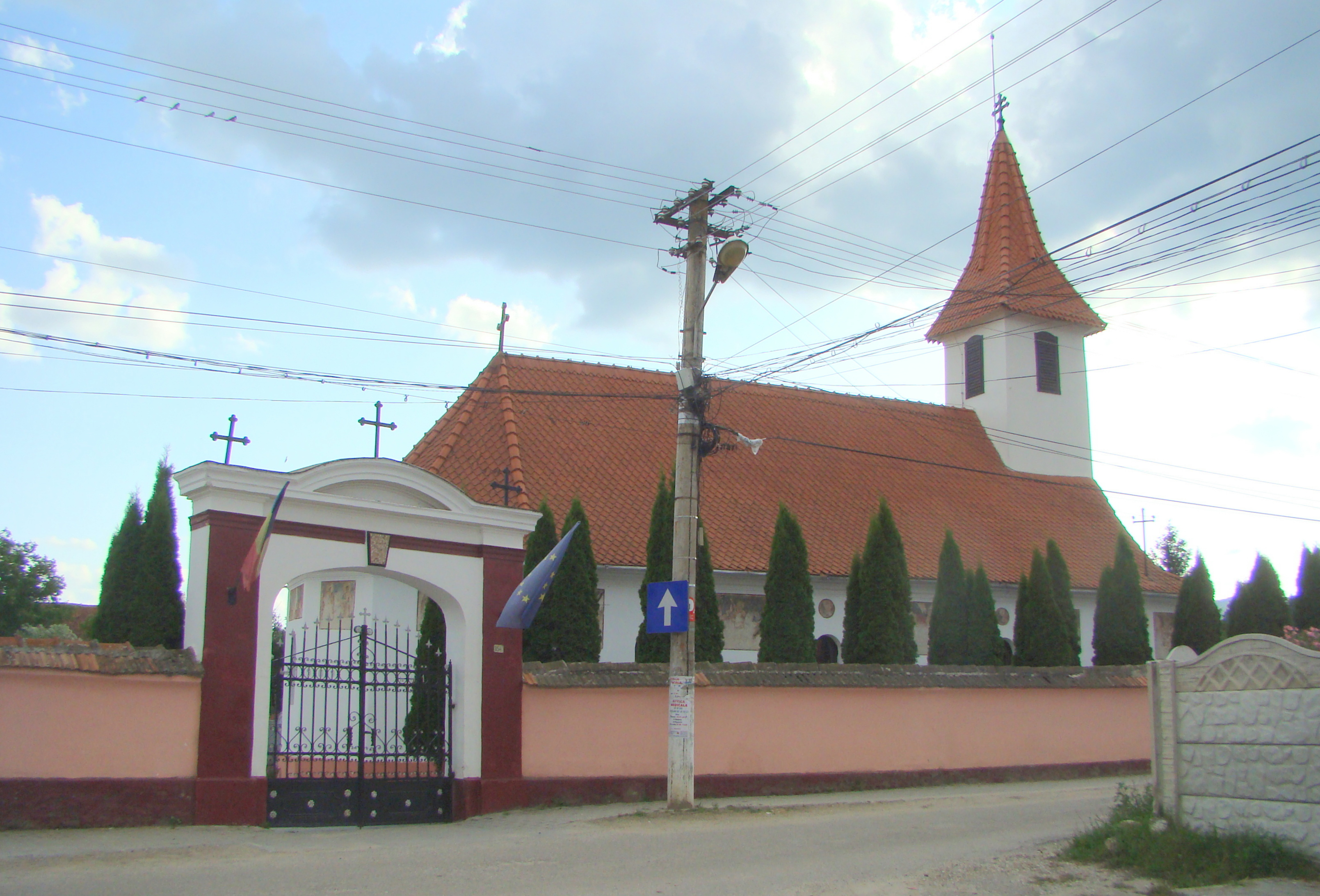
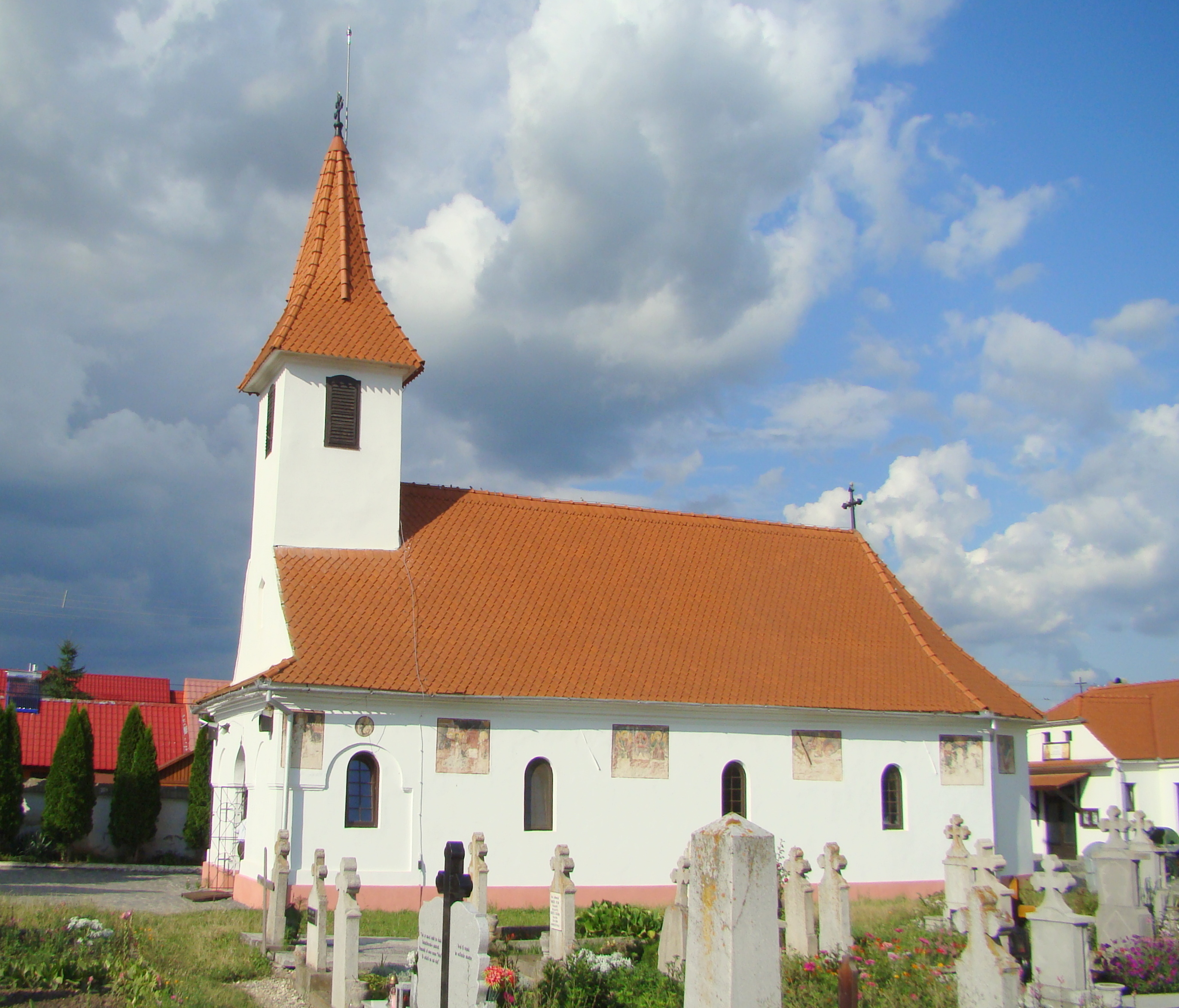
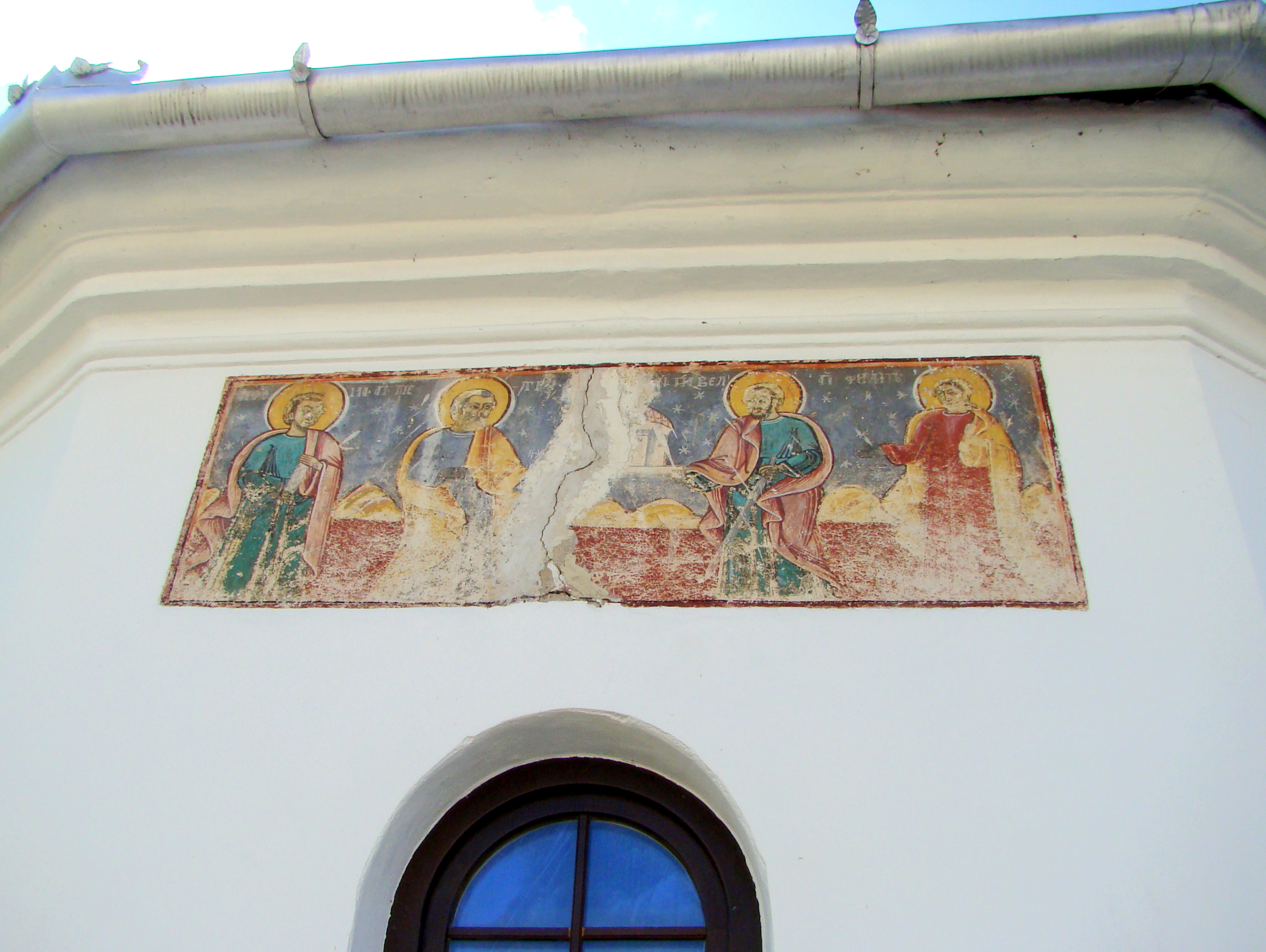
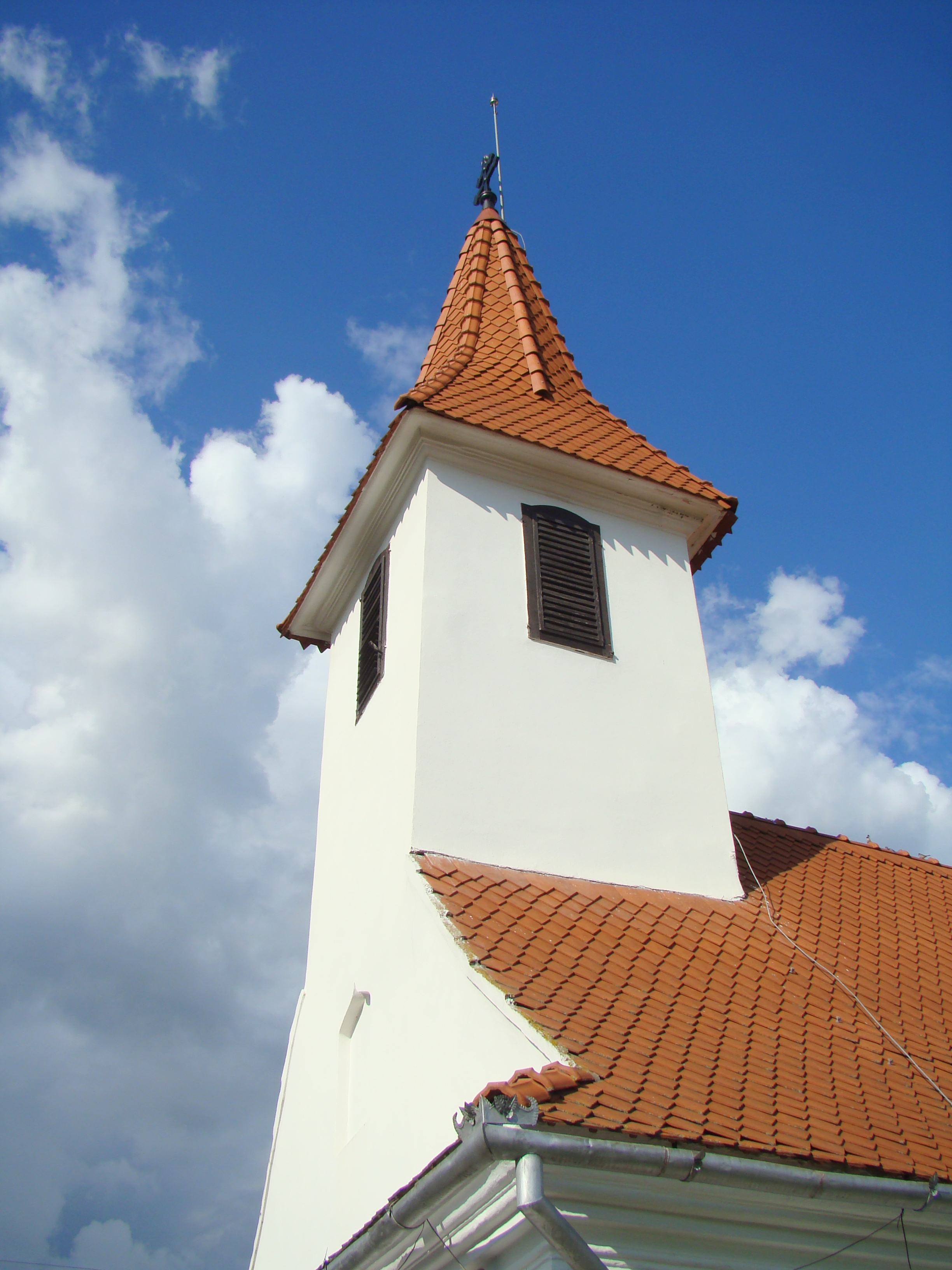
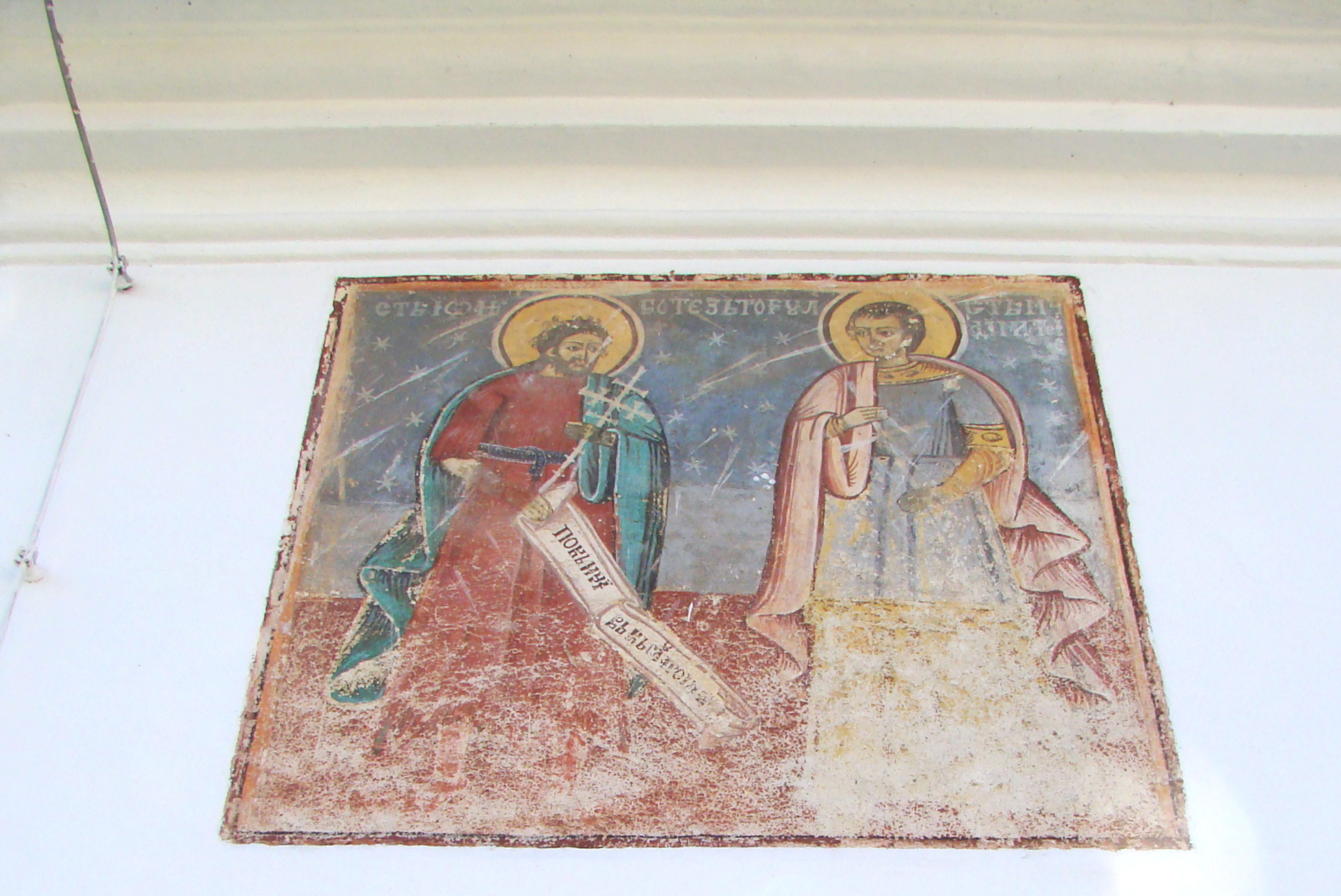
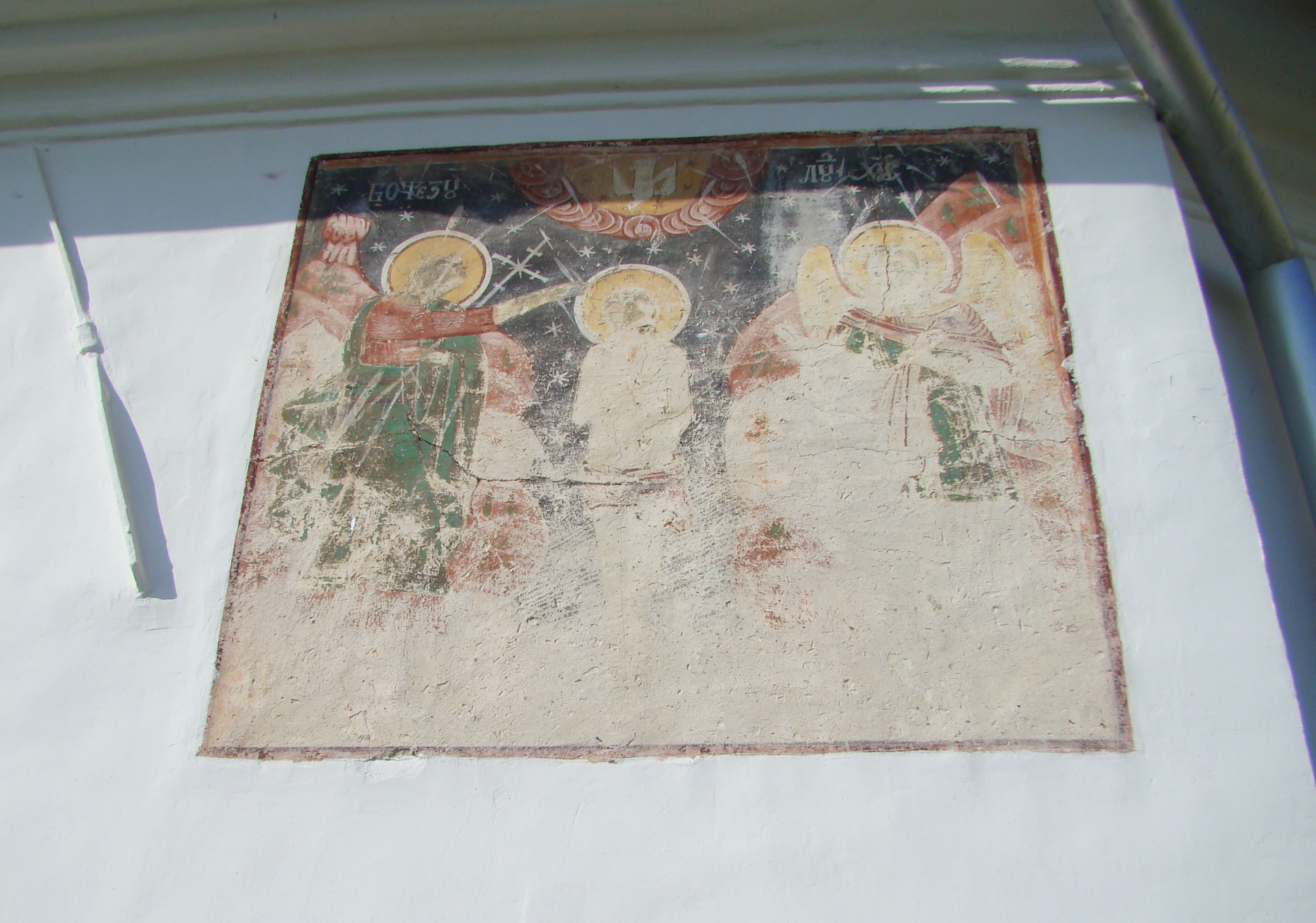
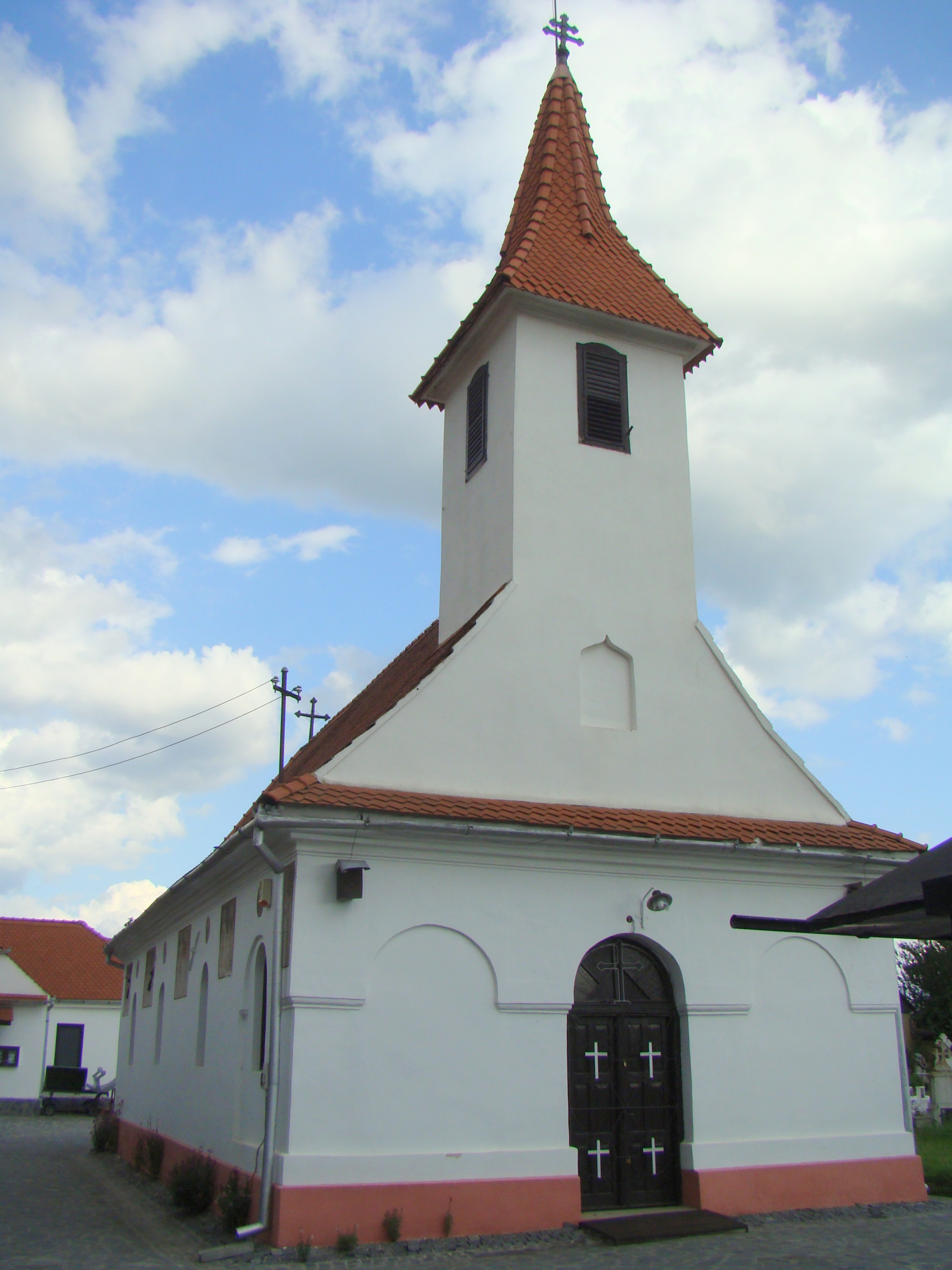
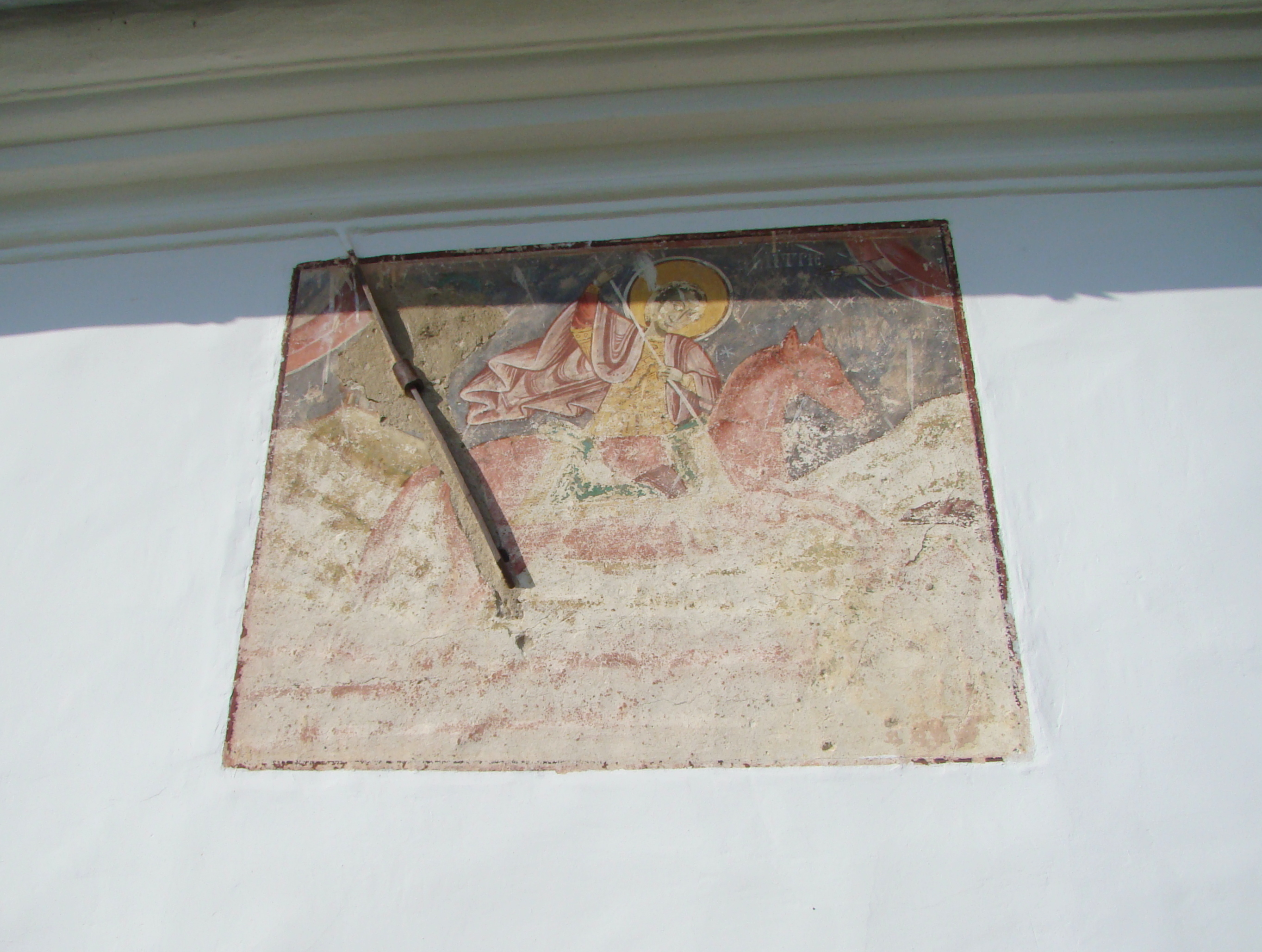
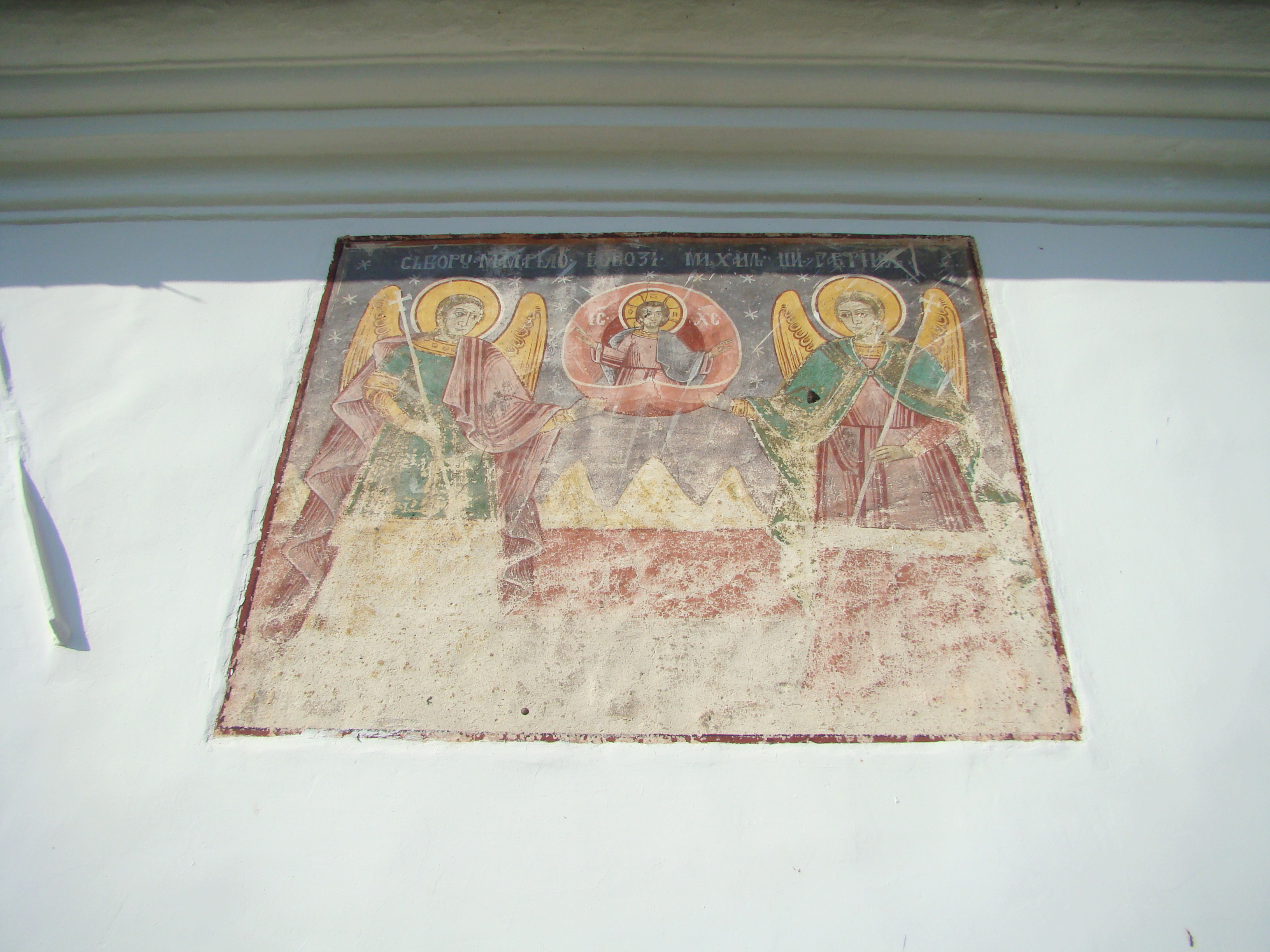
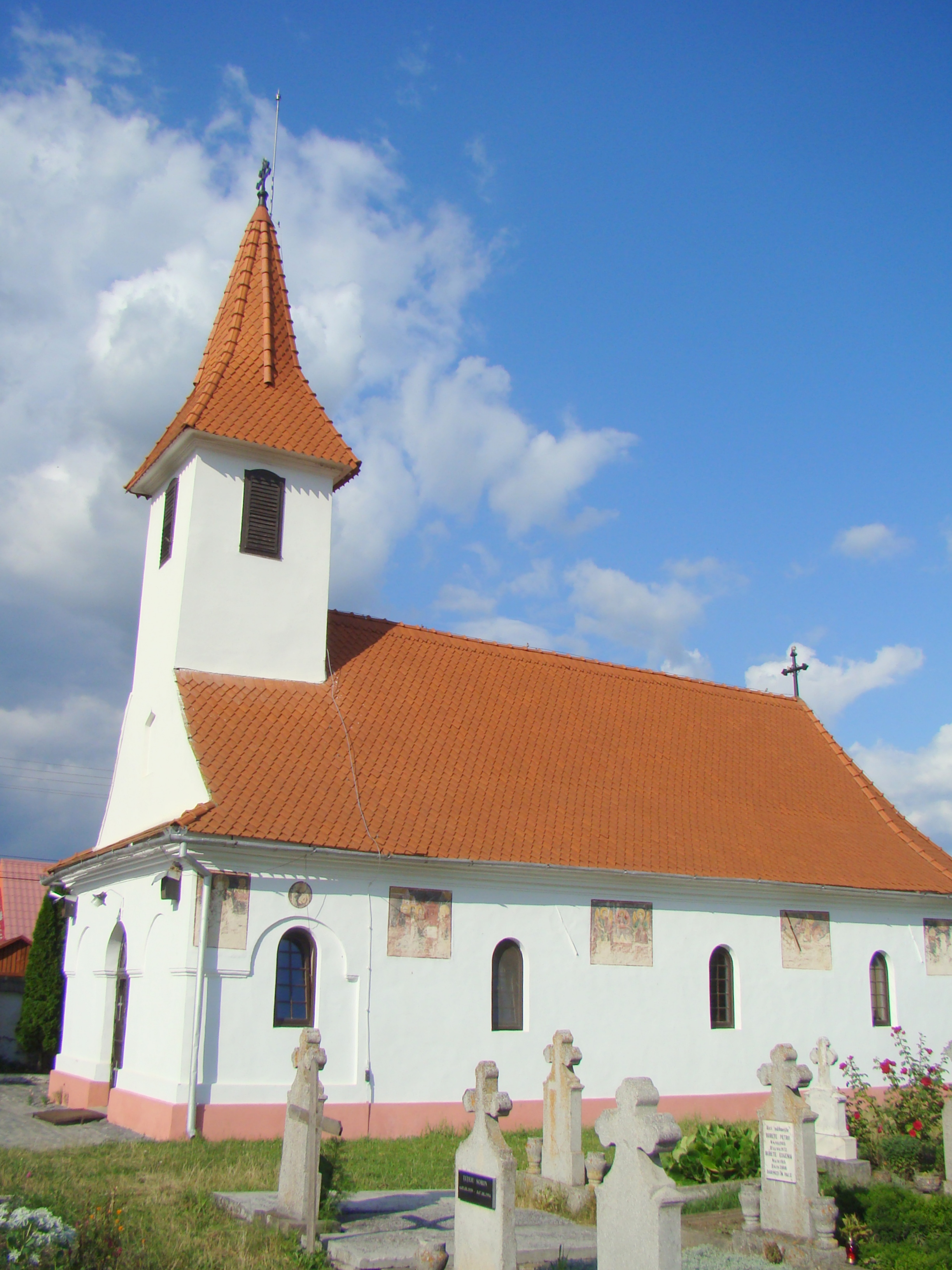
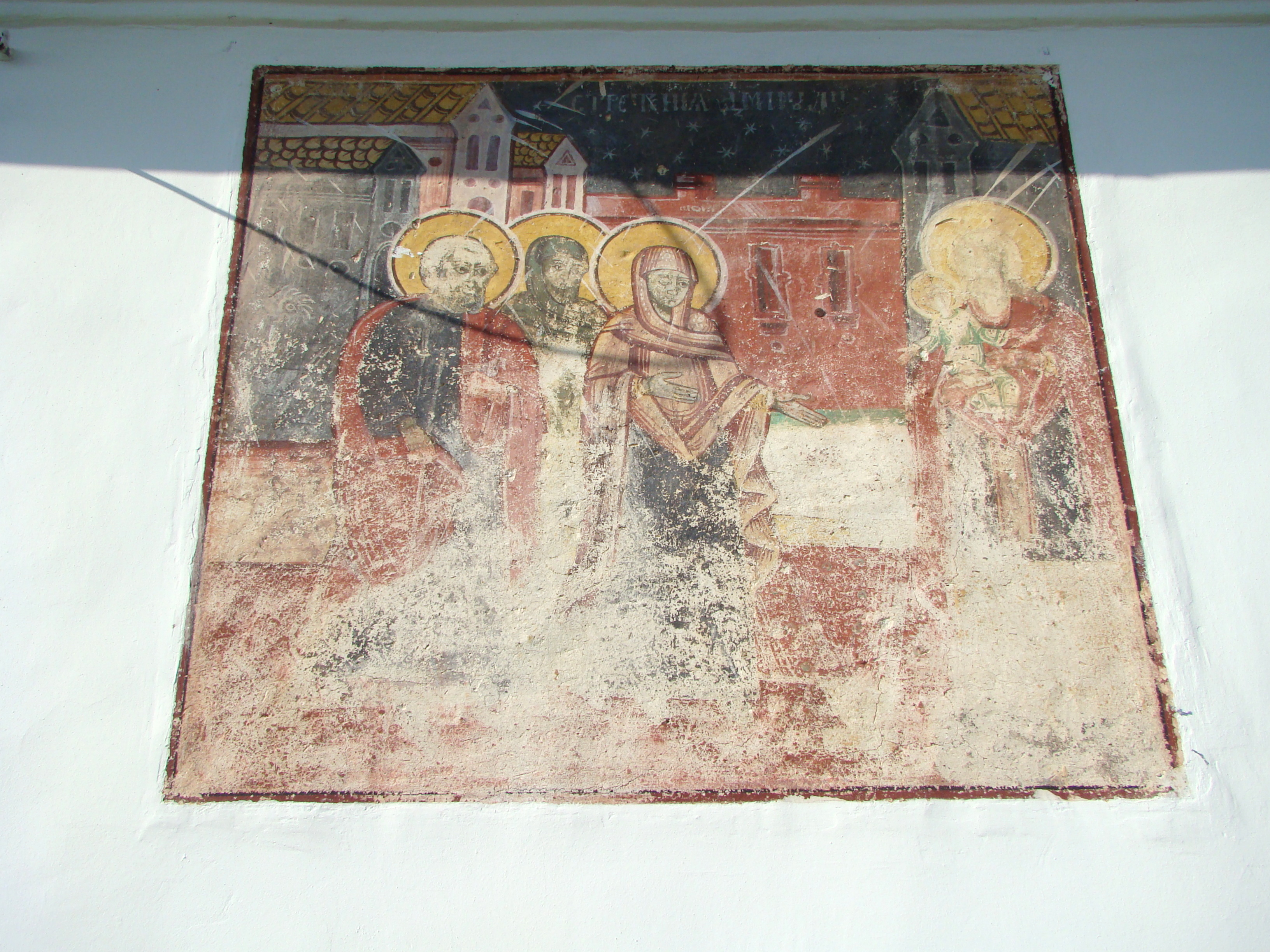
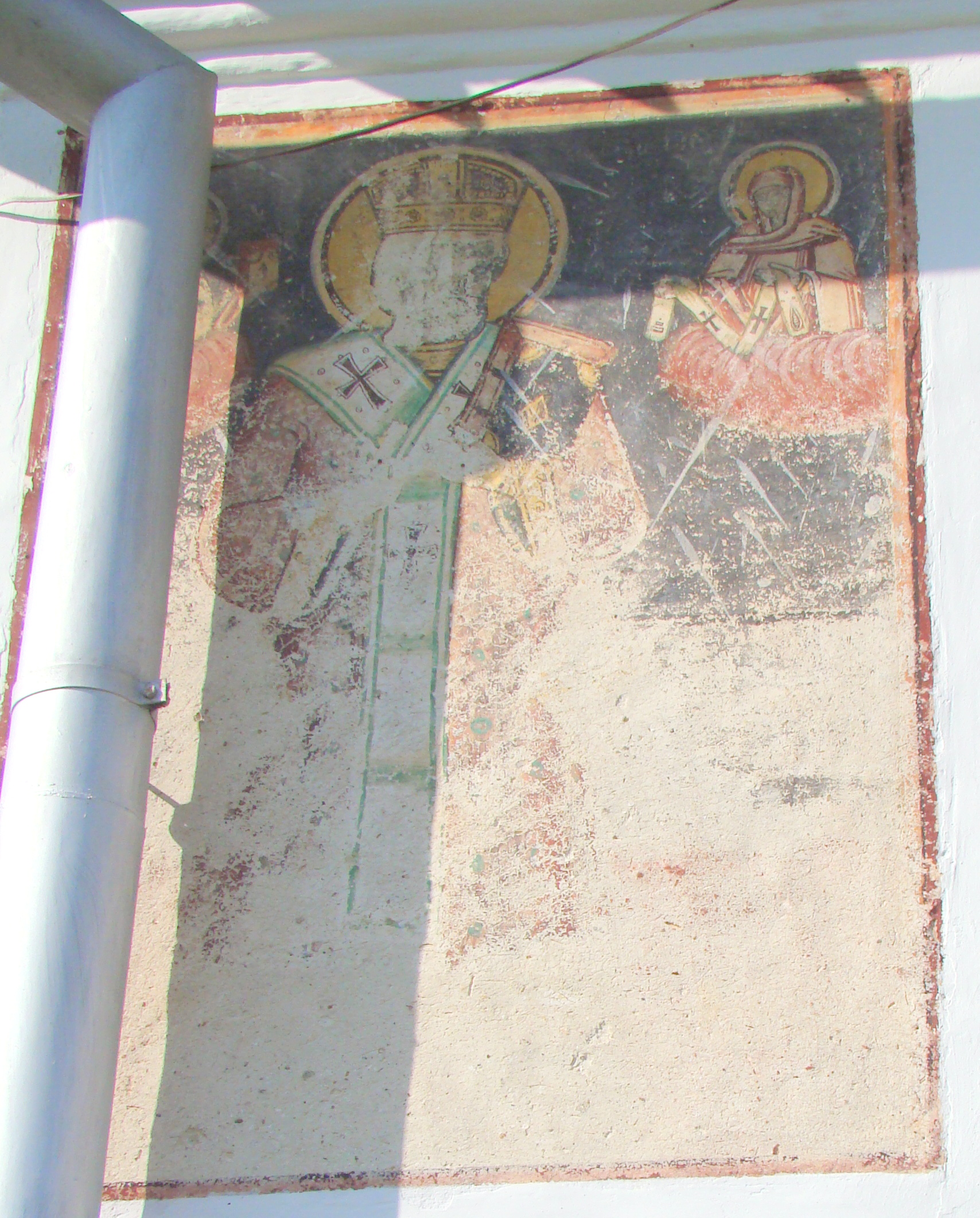
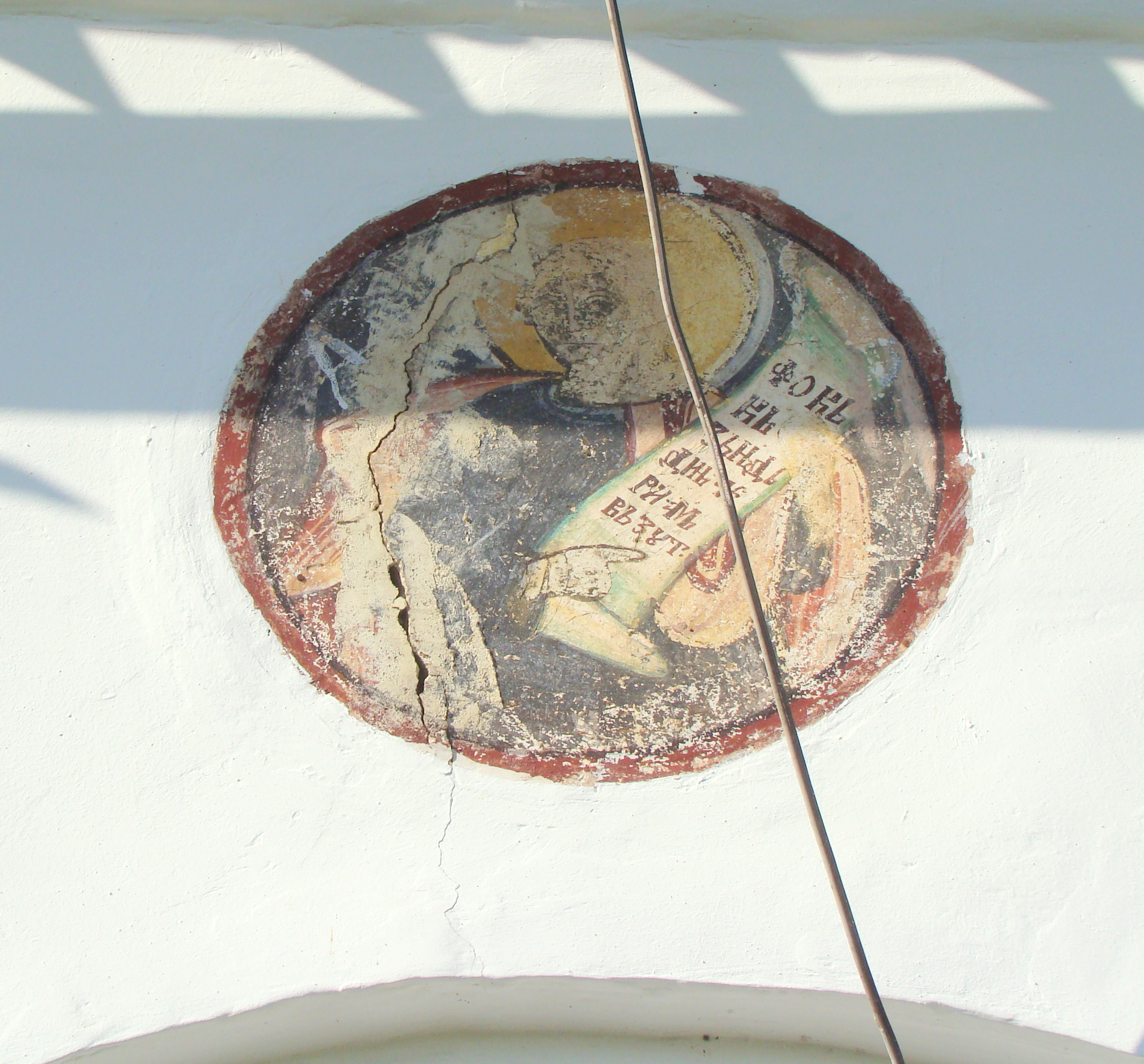
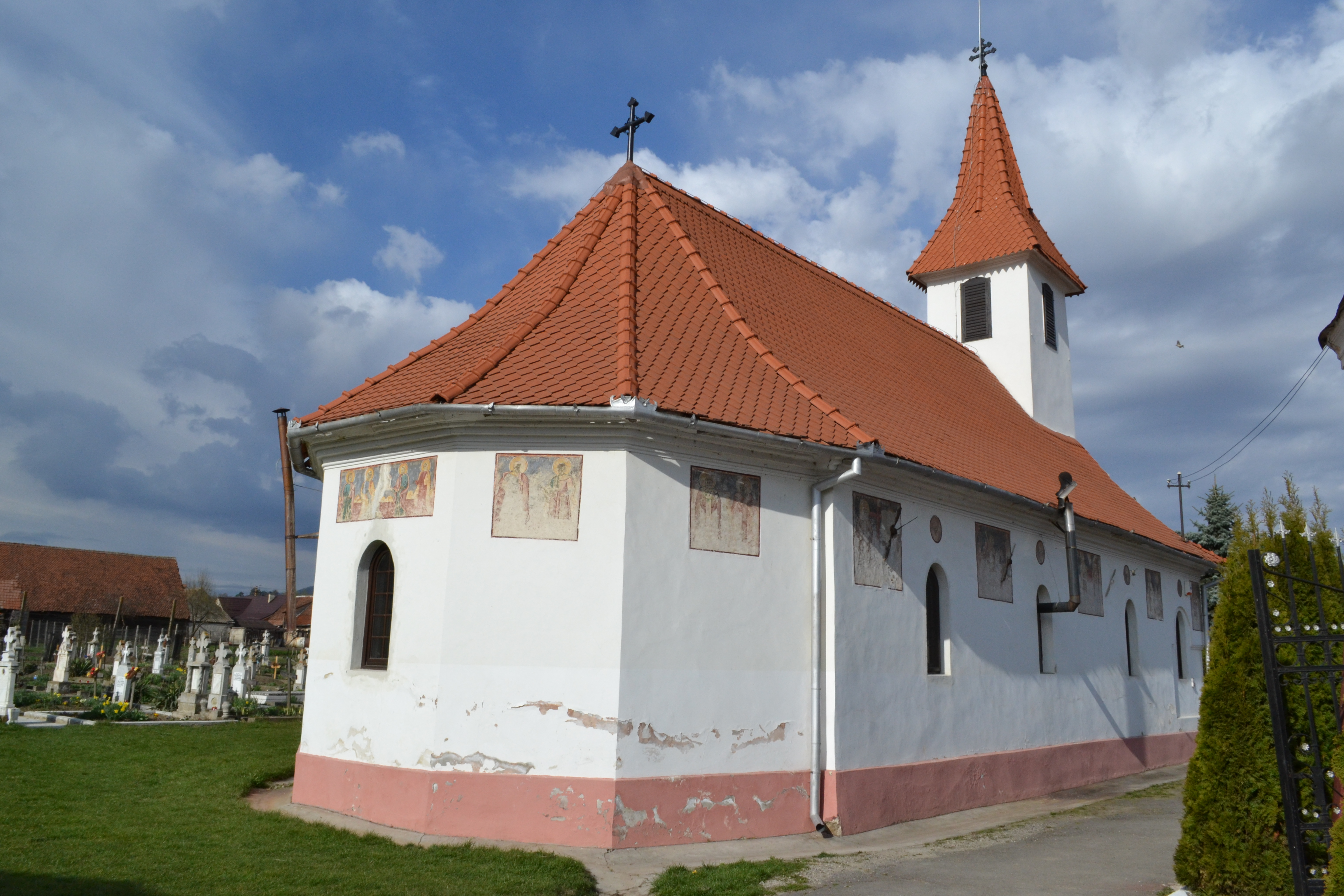
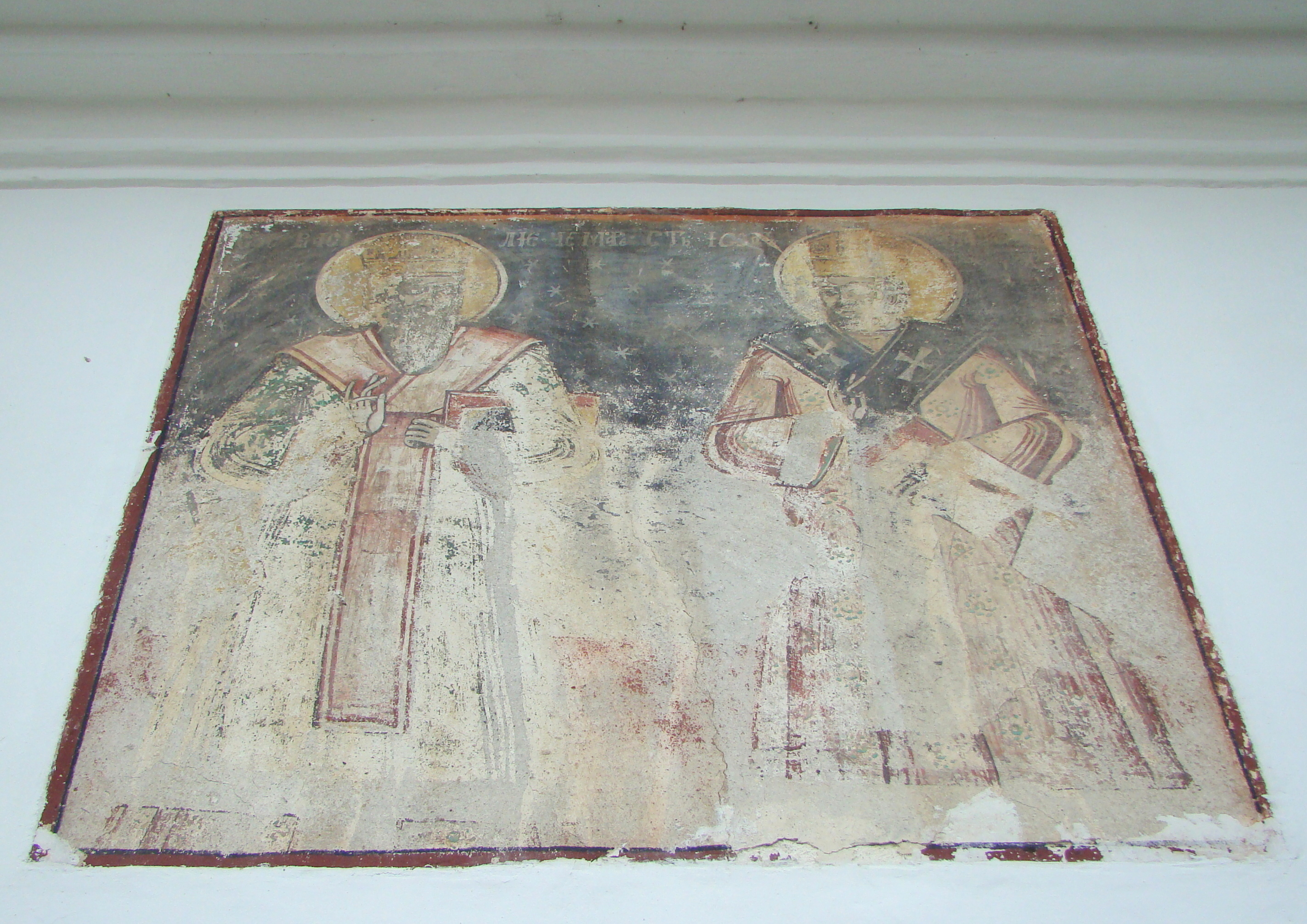
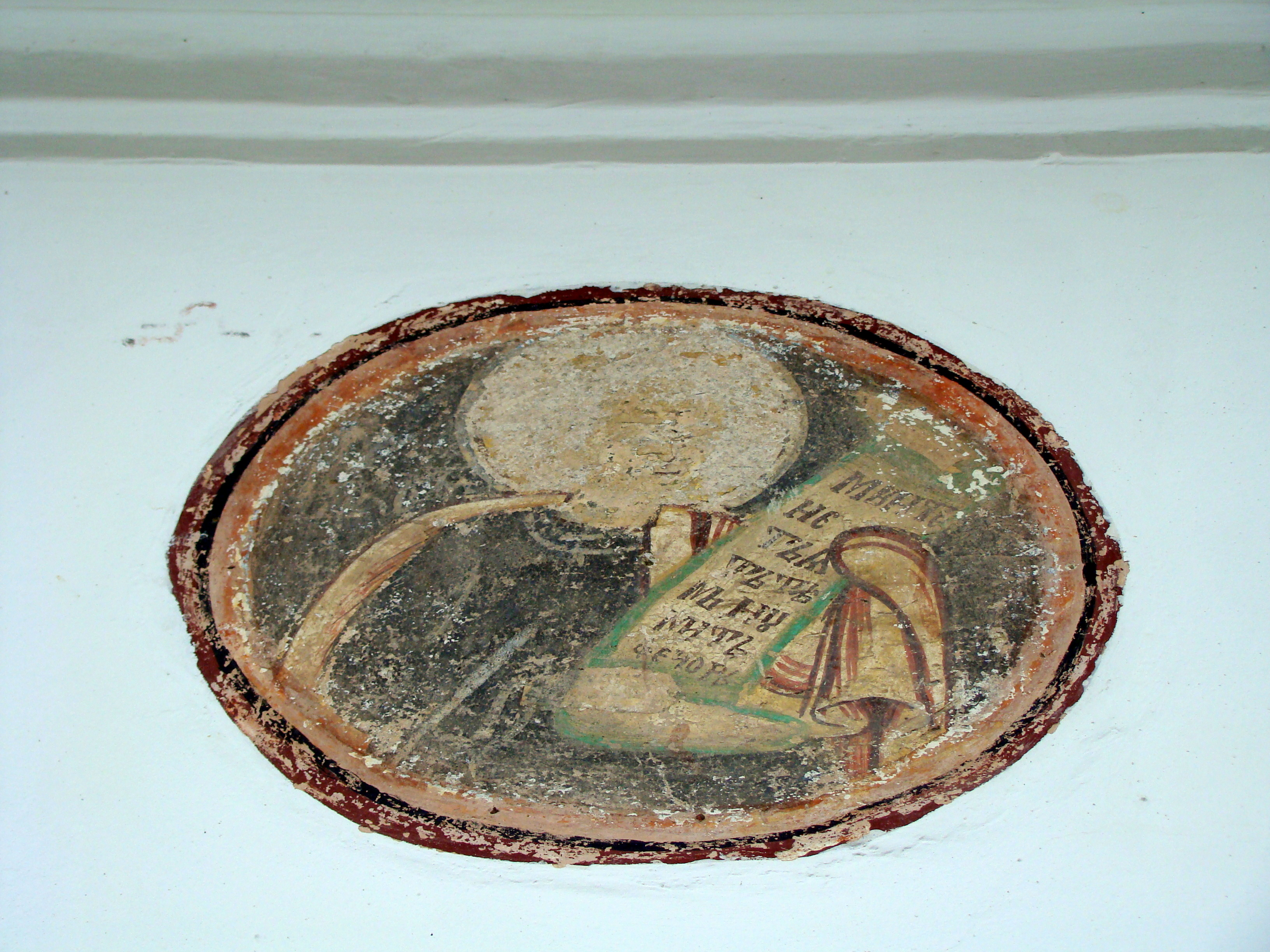
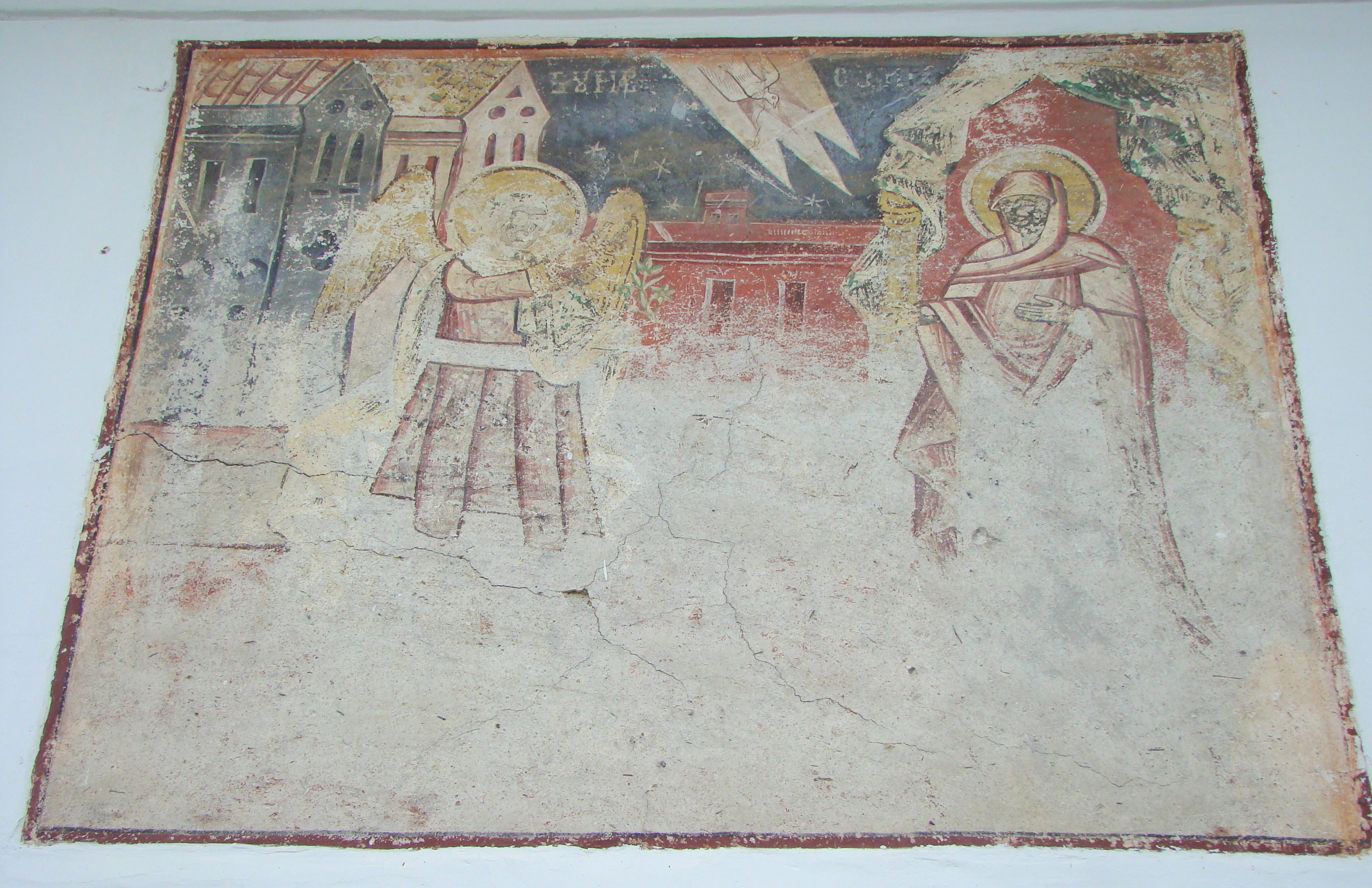
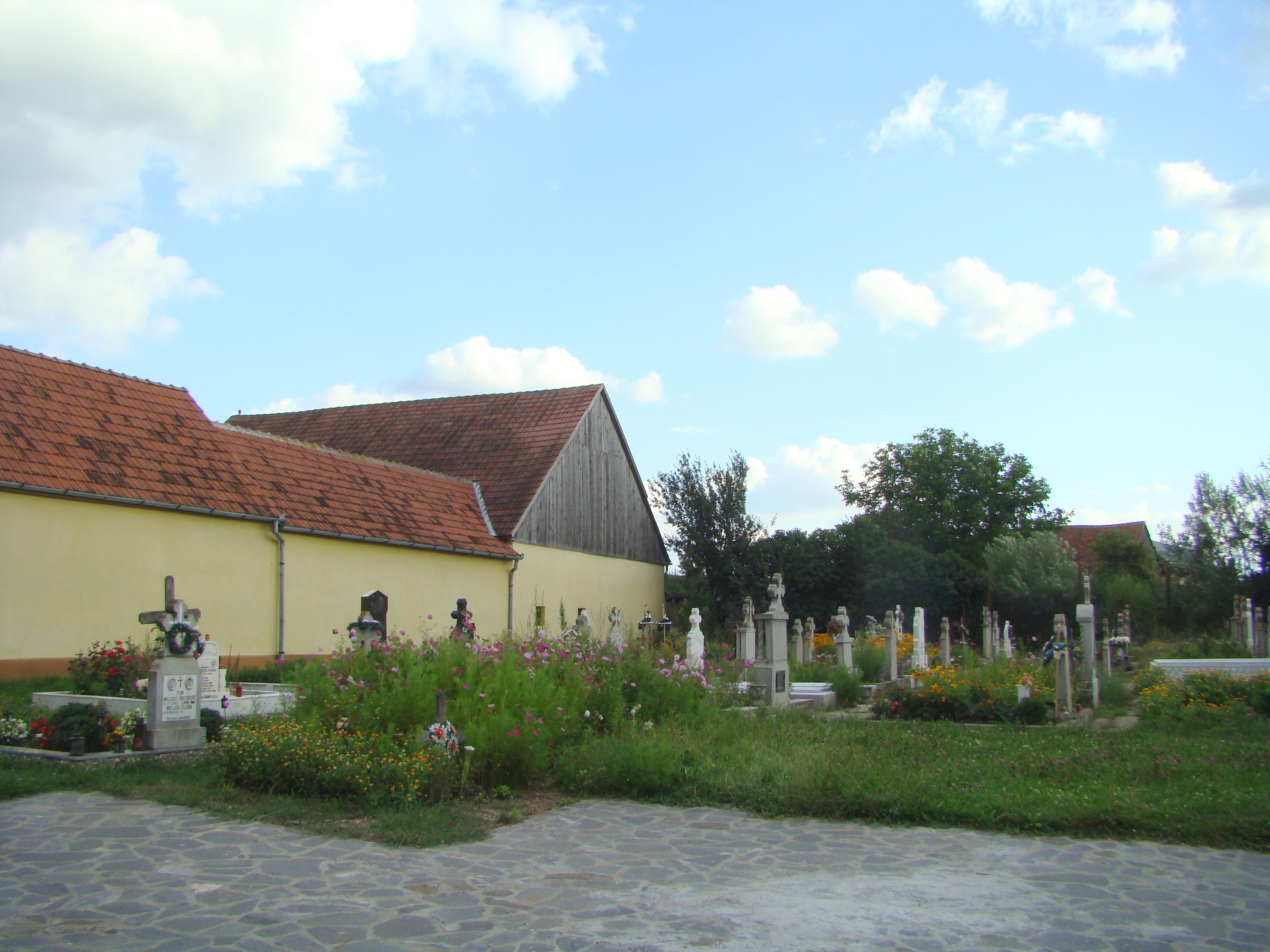

## Imagini din interior

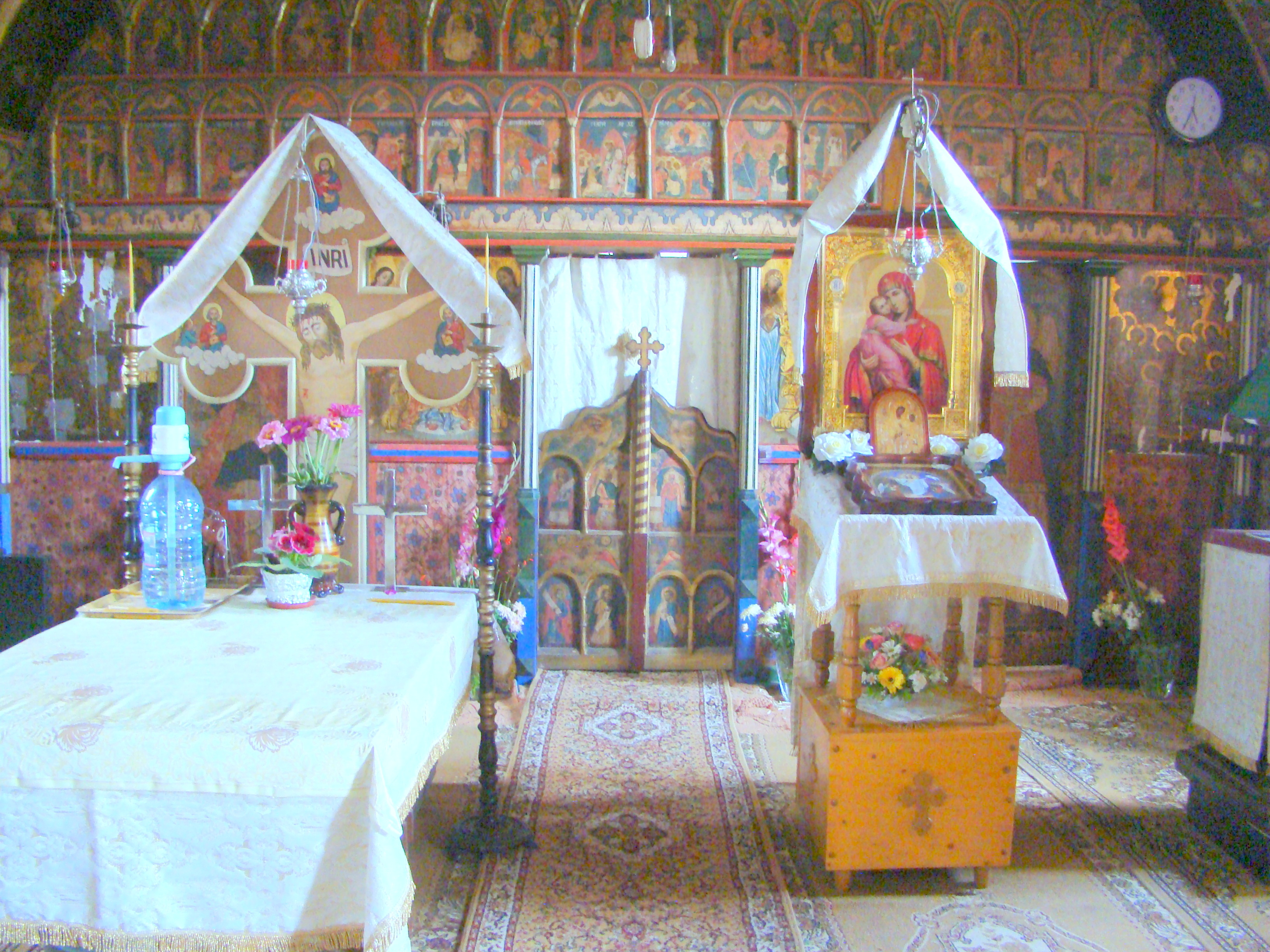
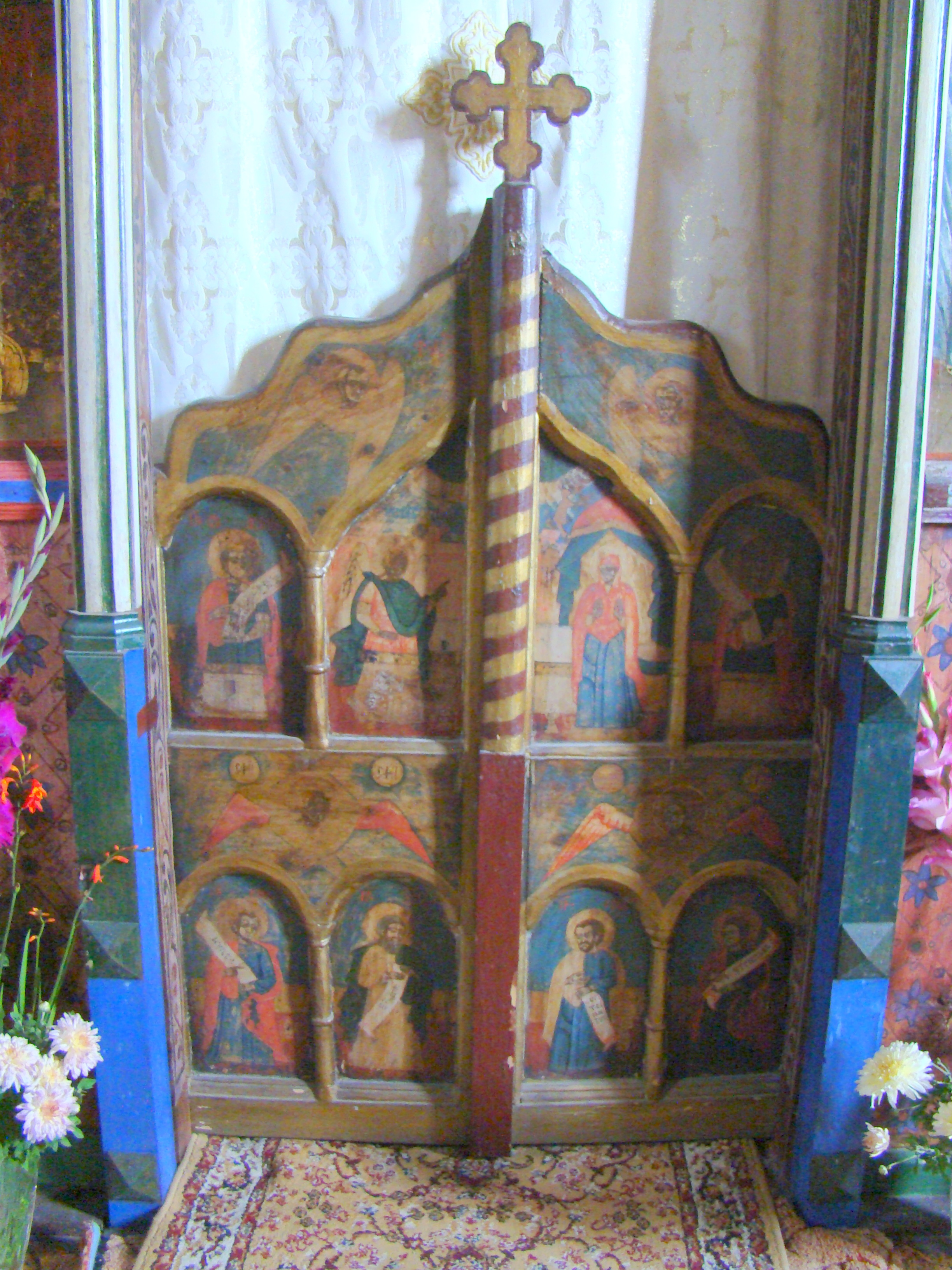
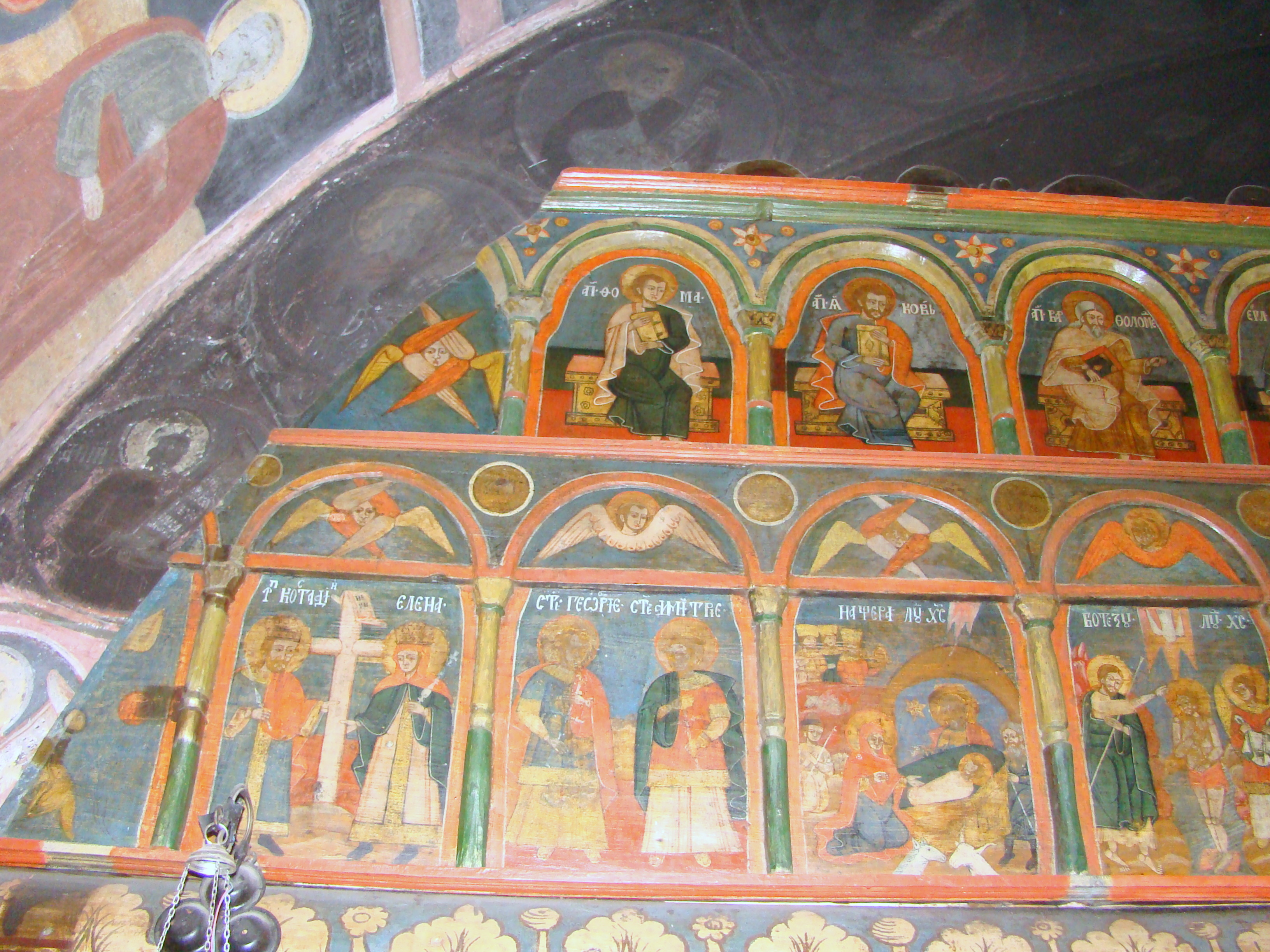
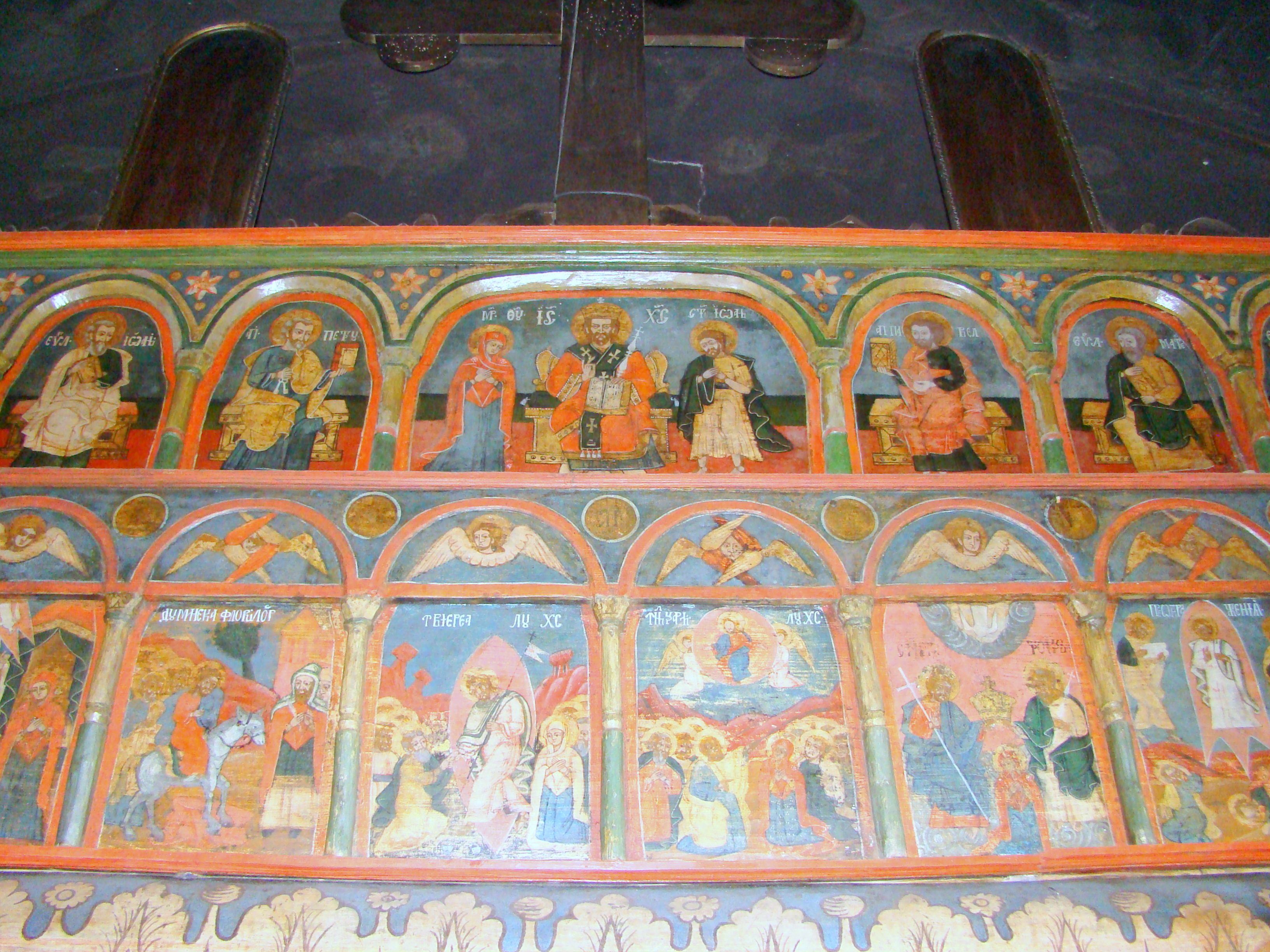
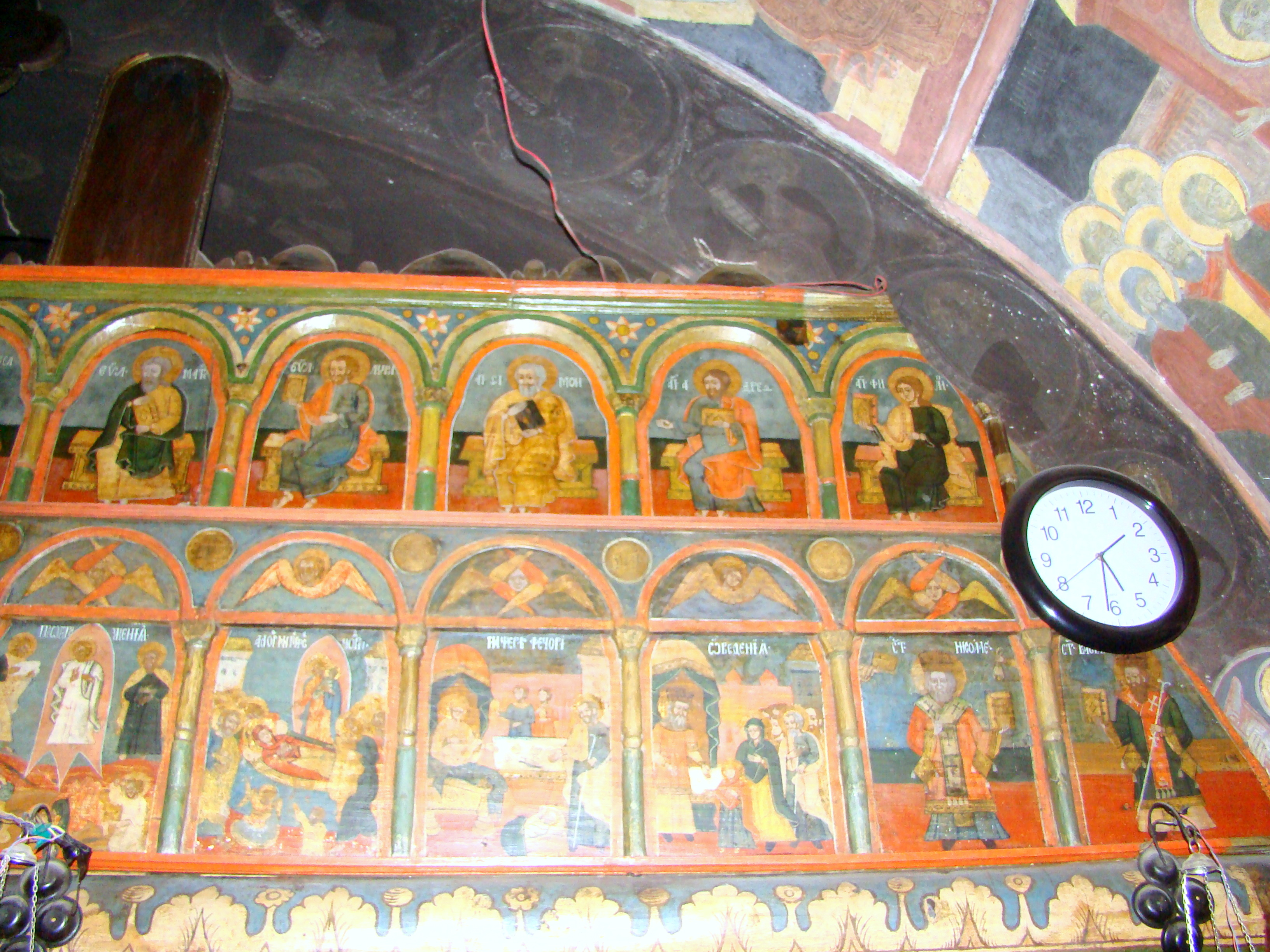
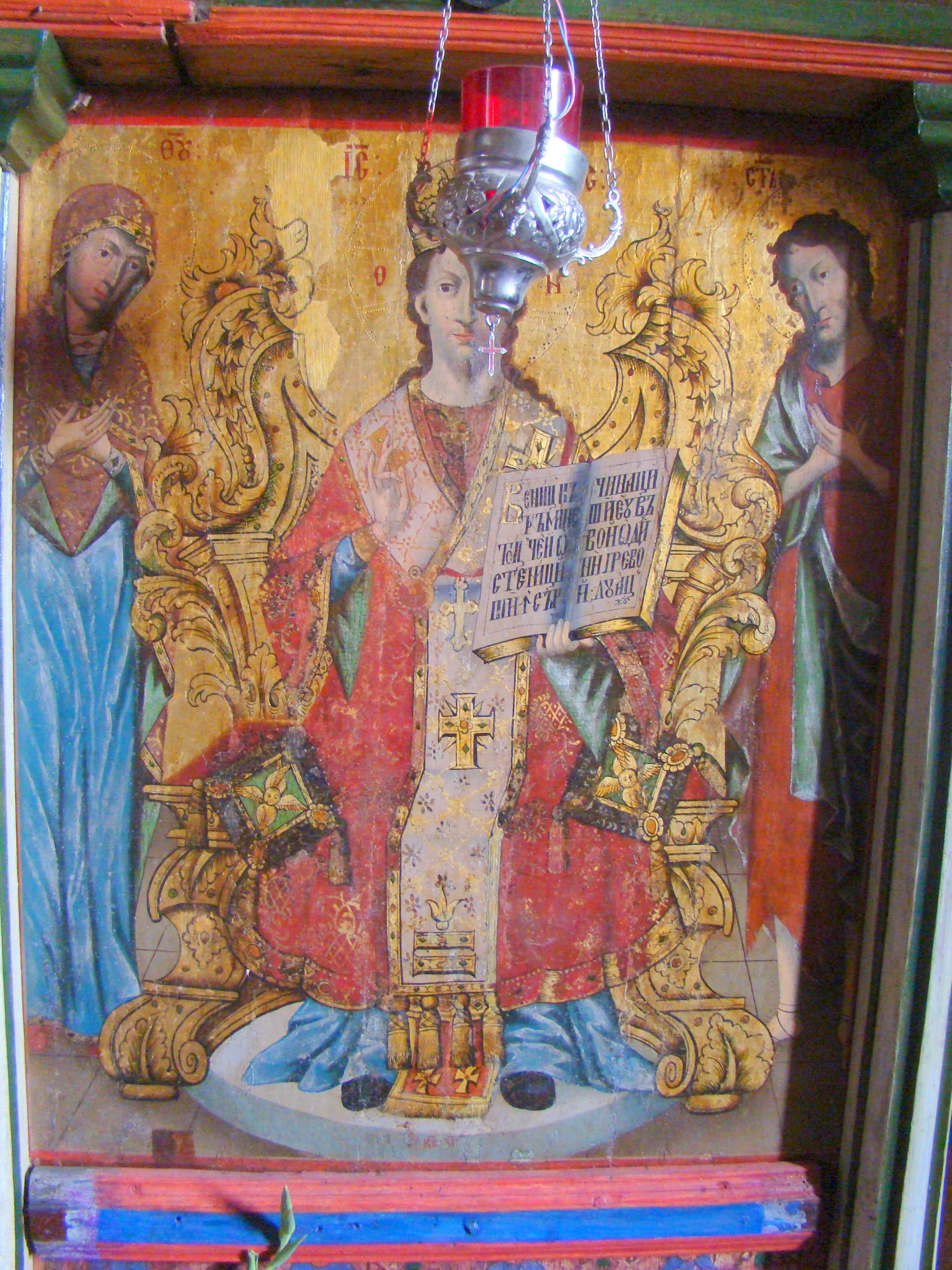
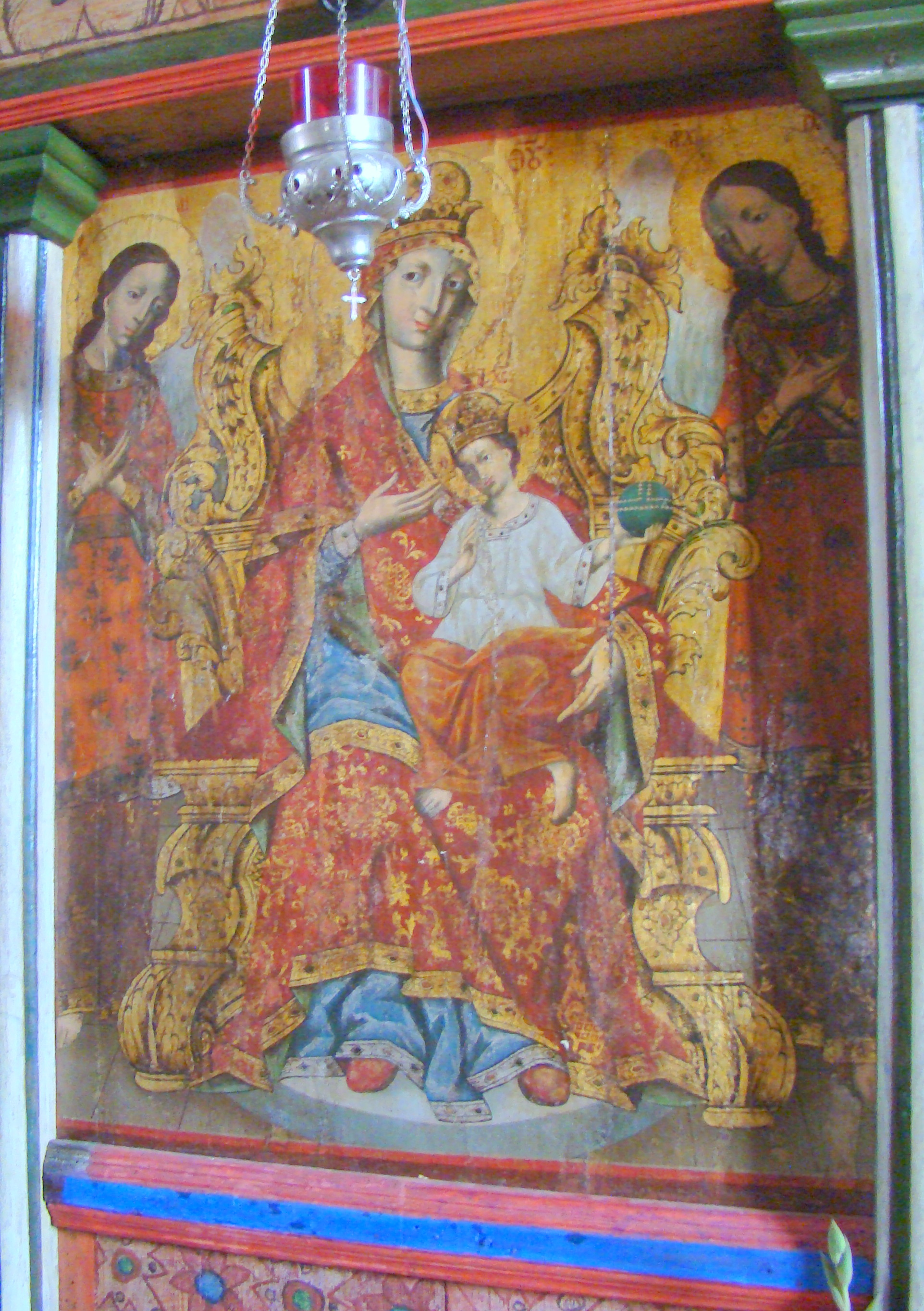
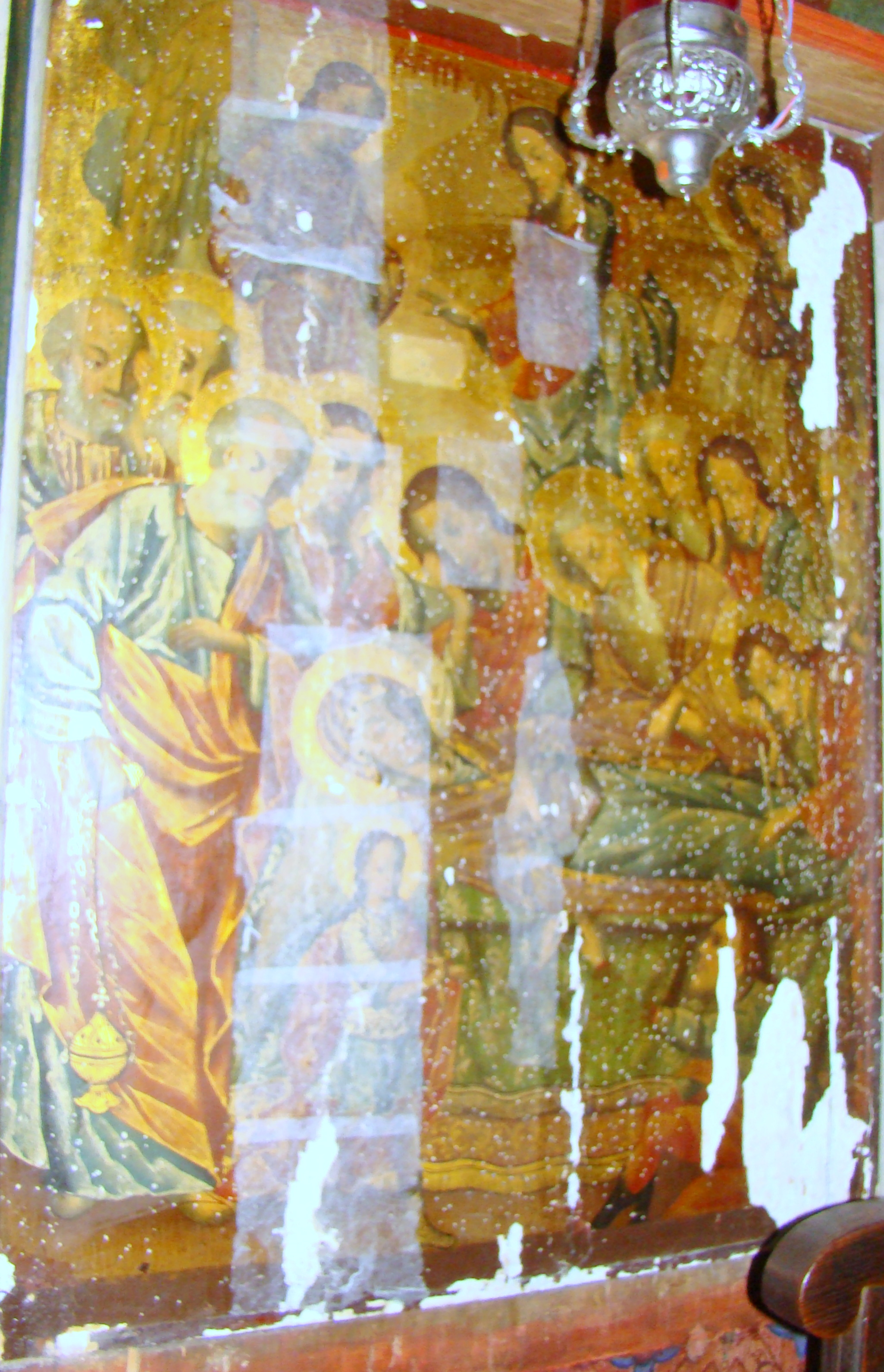
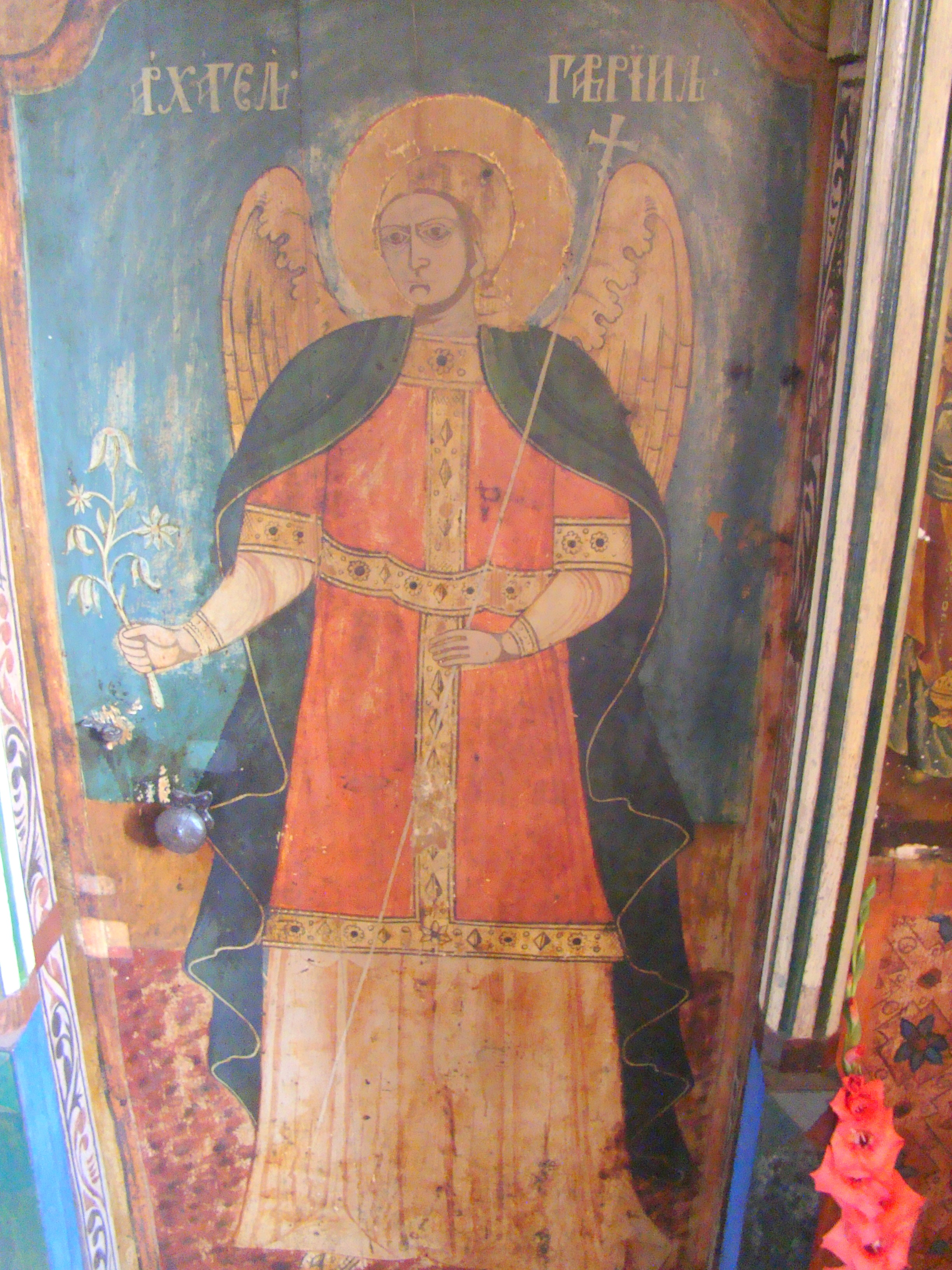
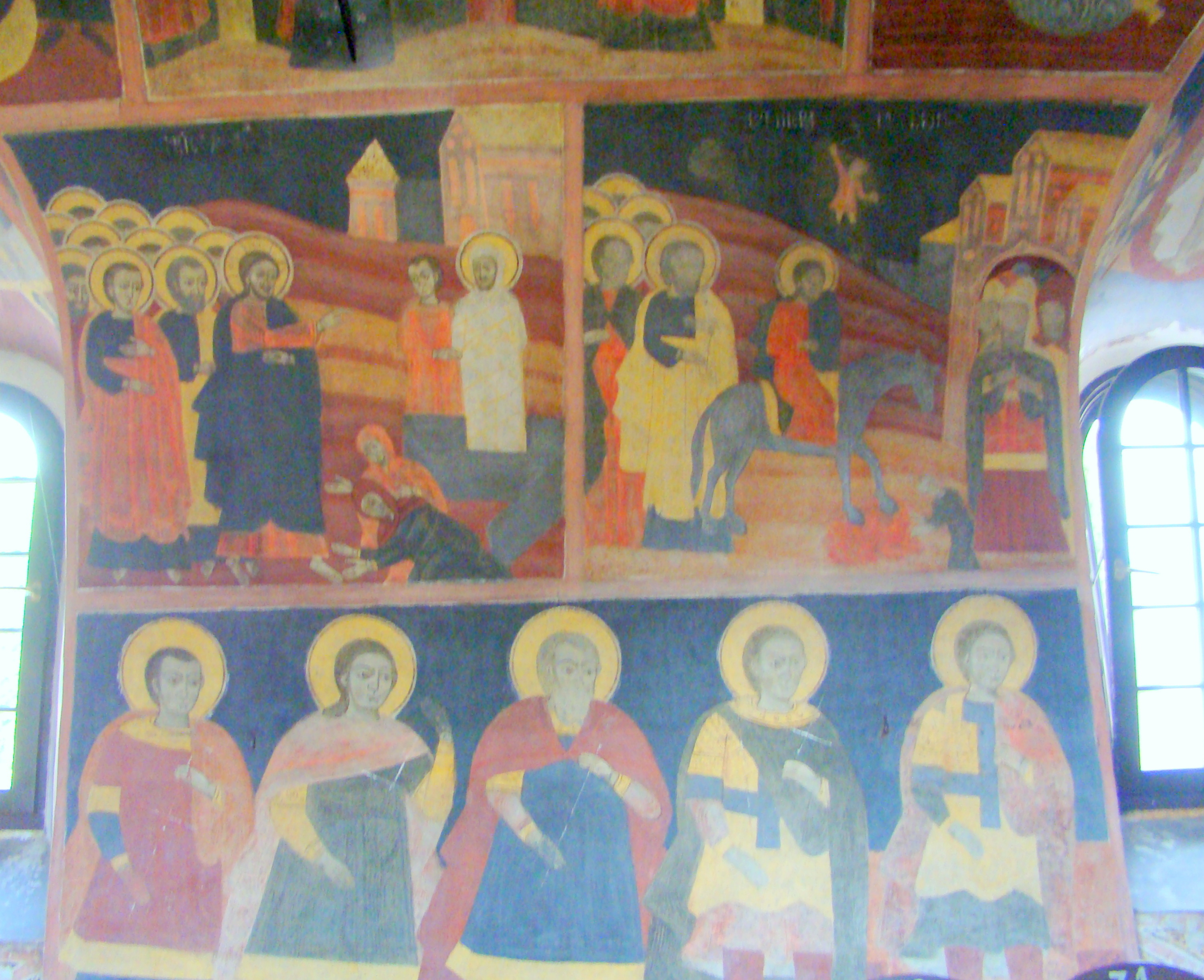
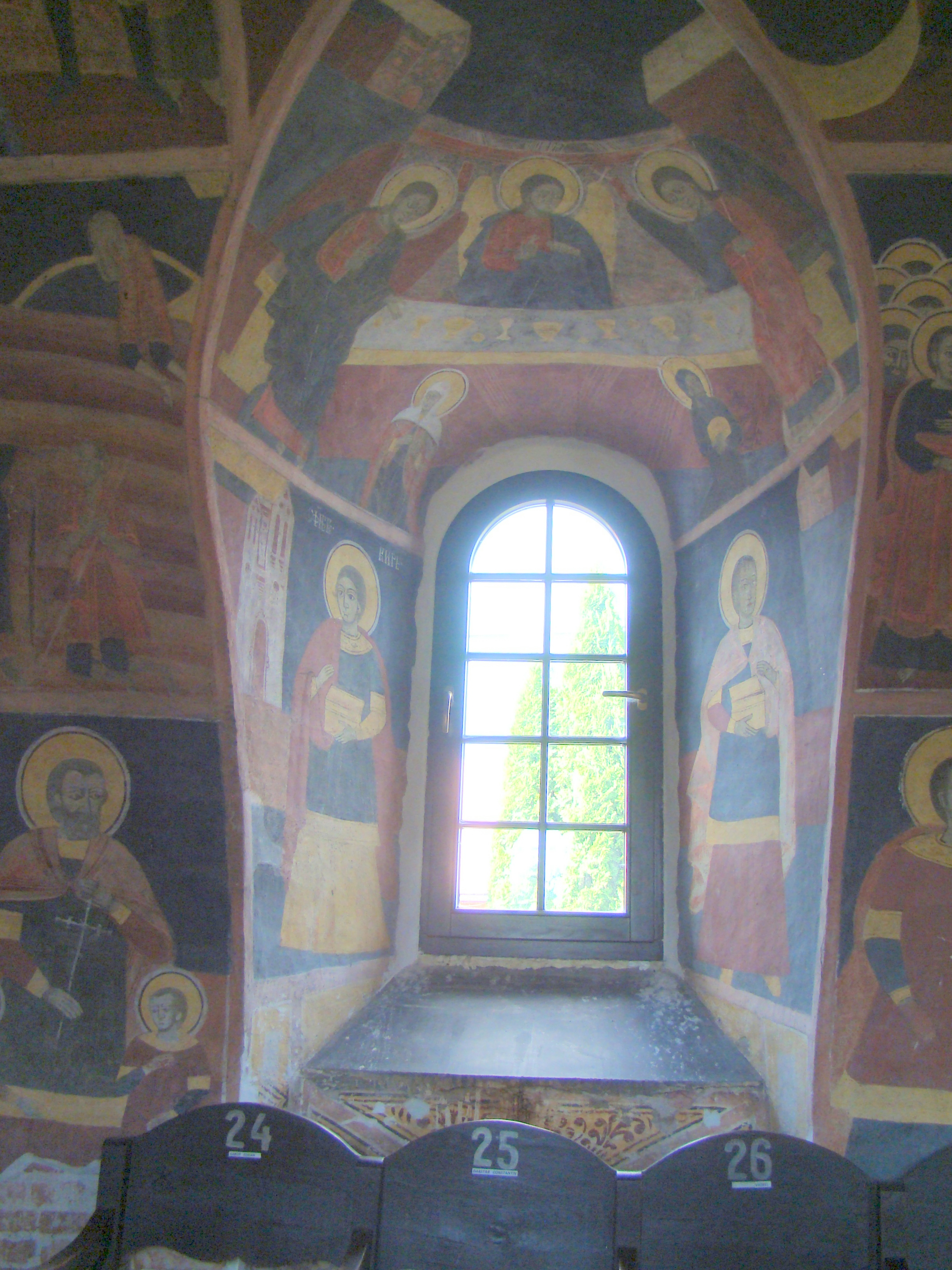
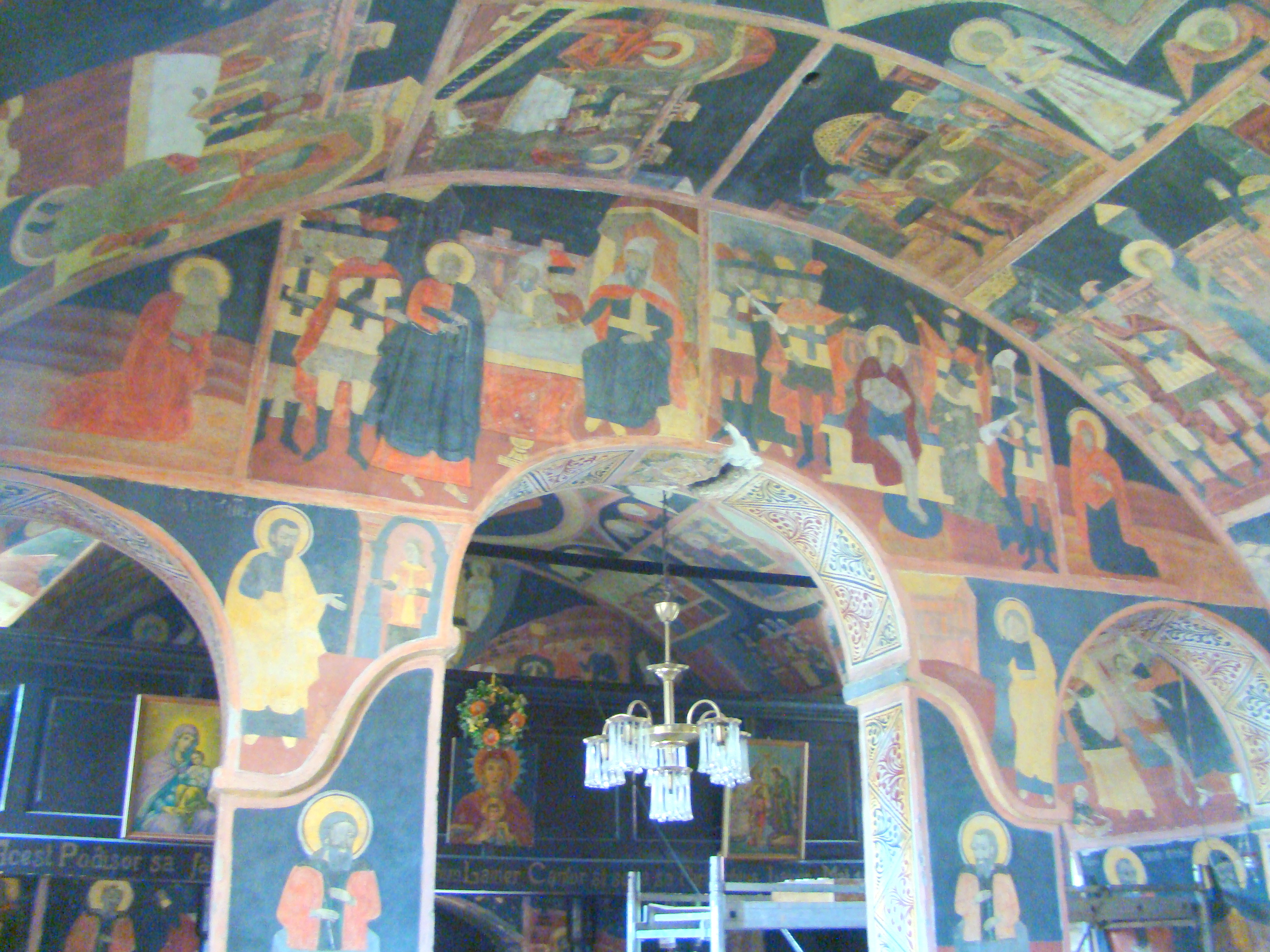
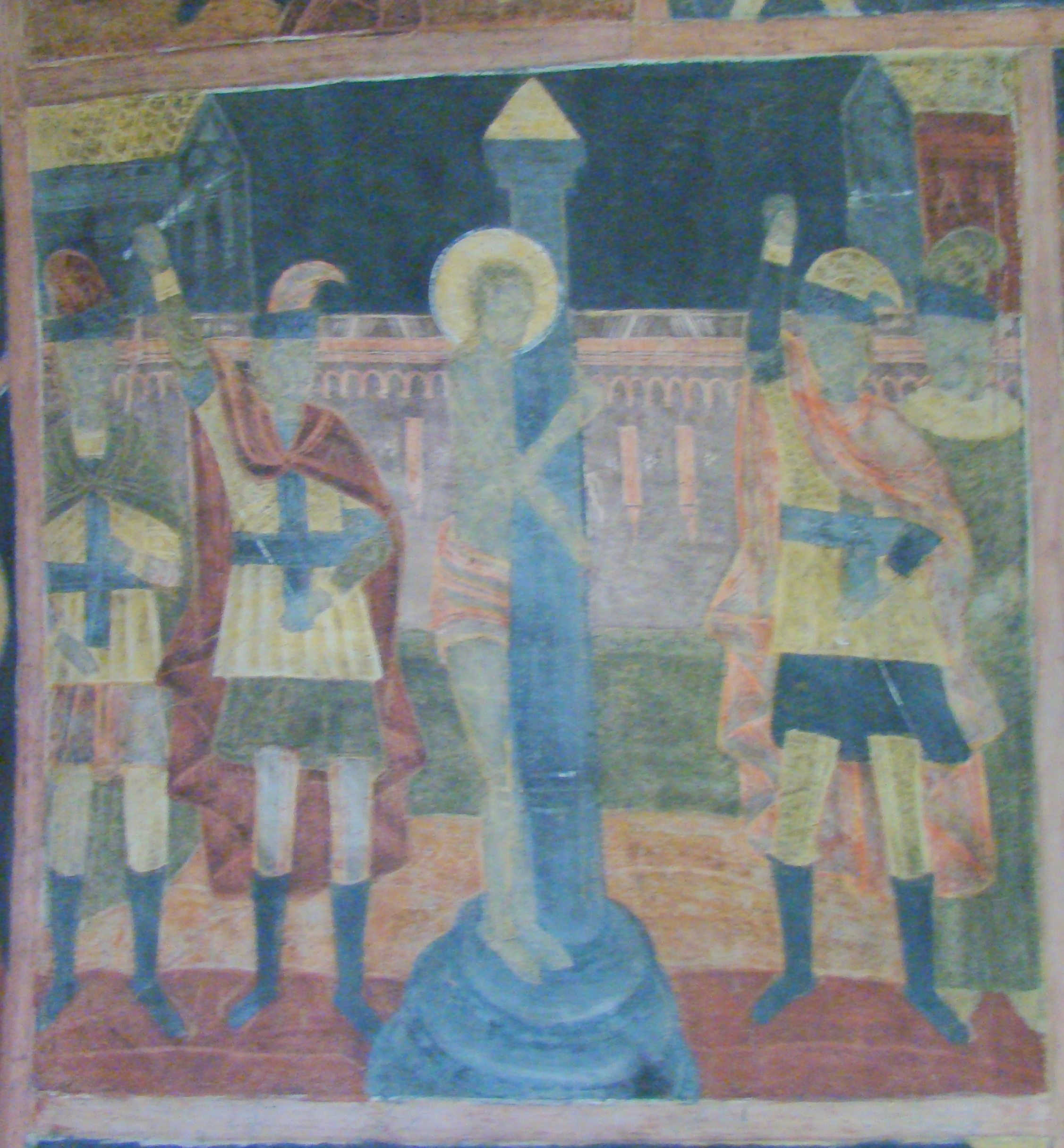
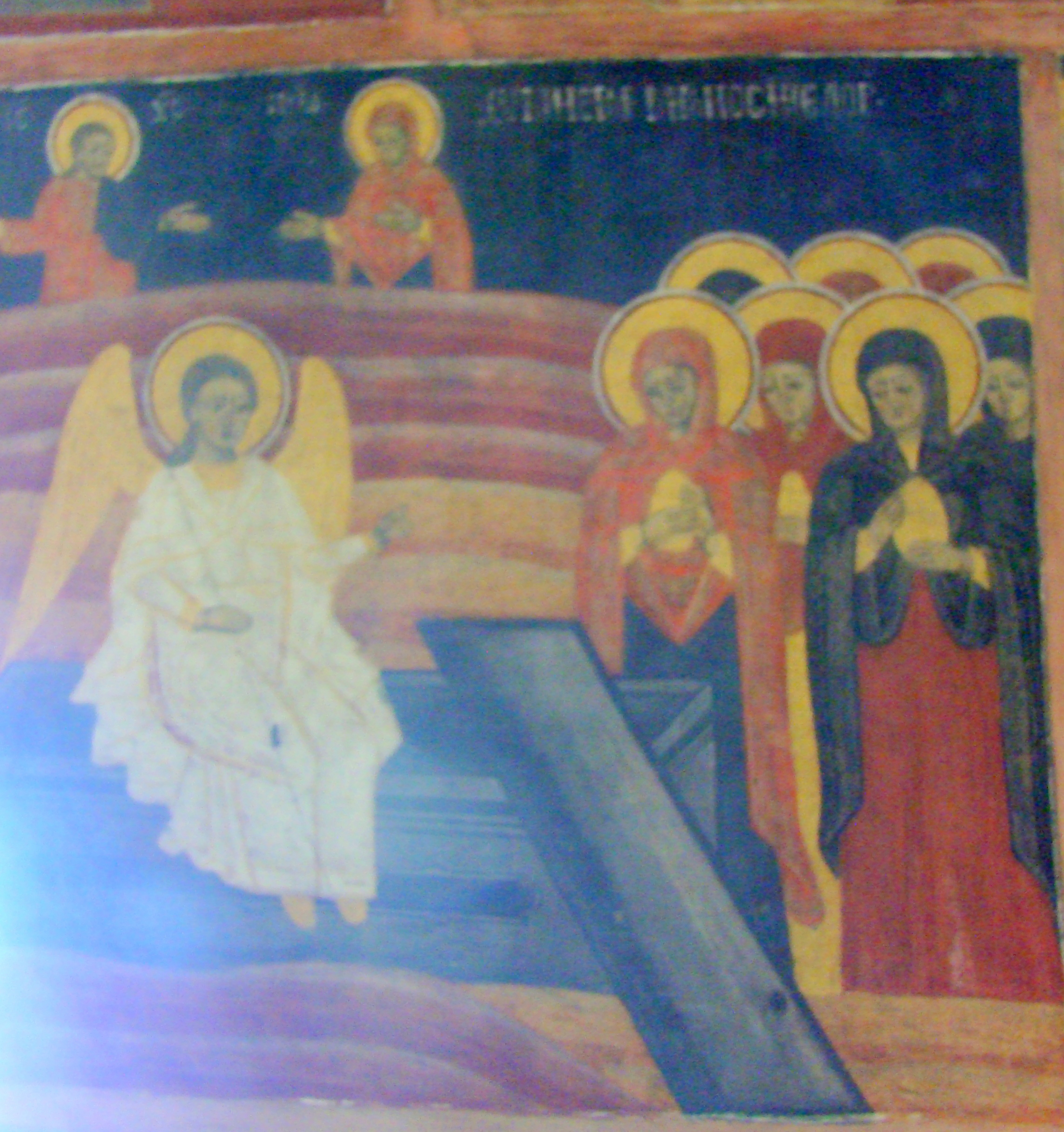
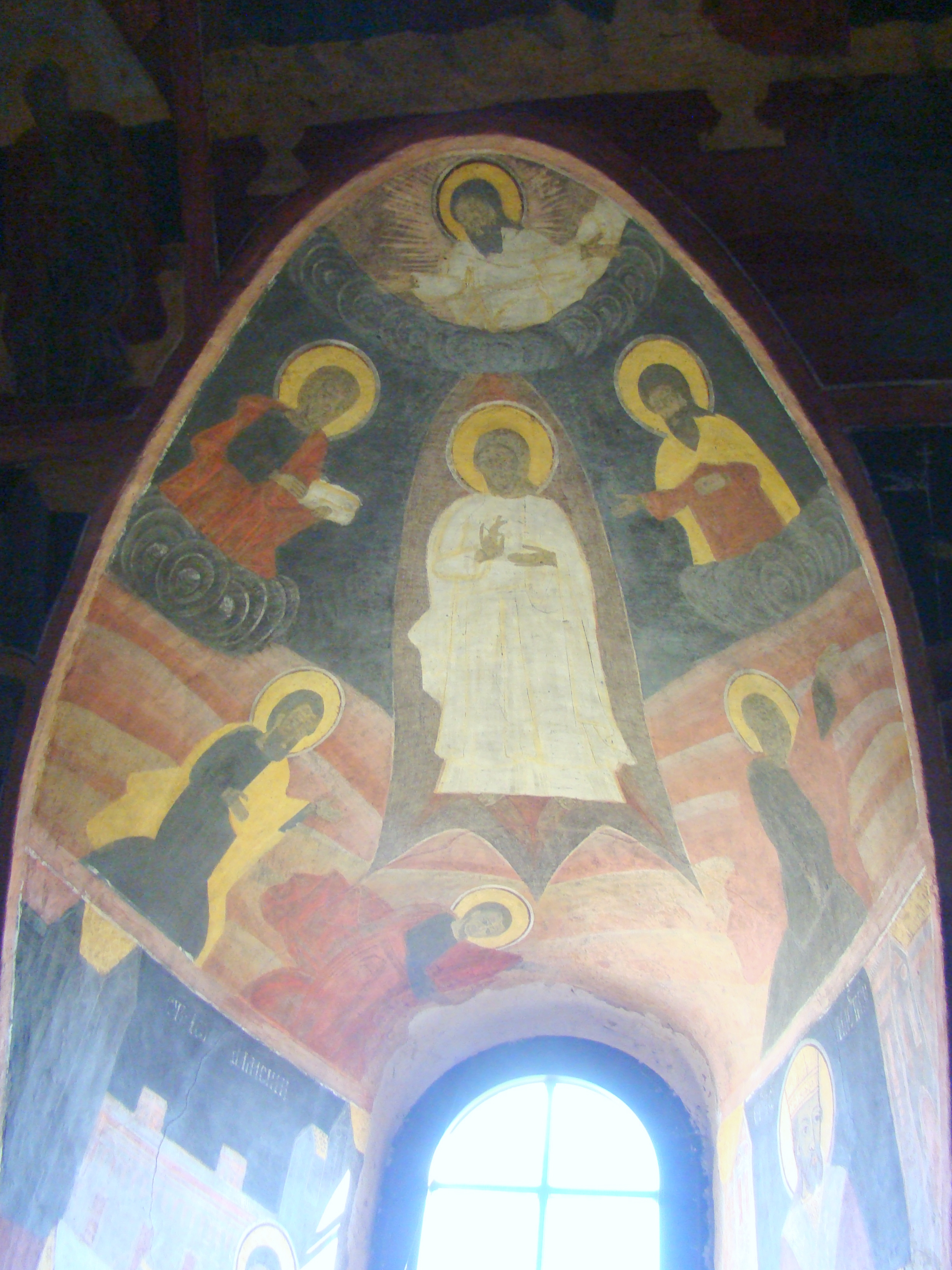
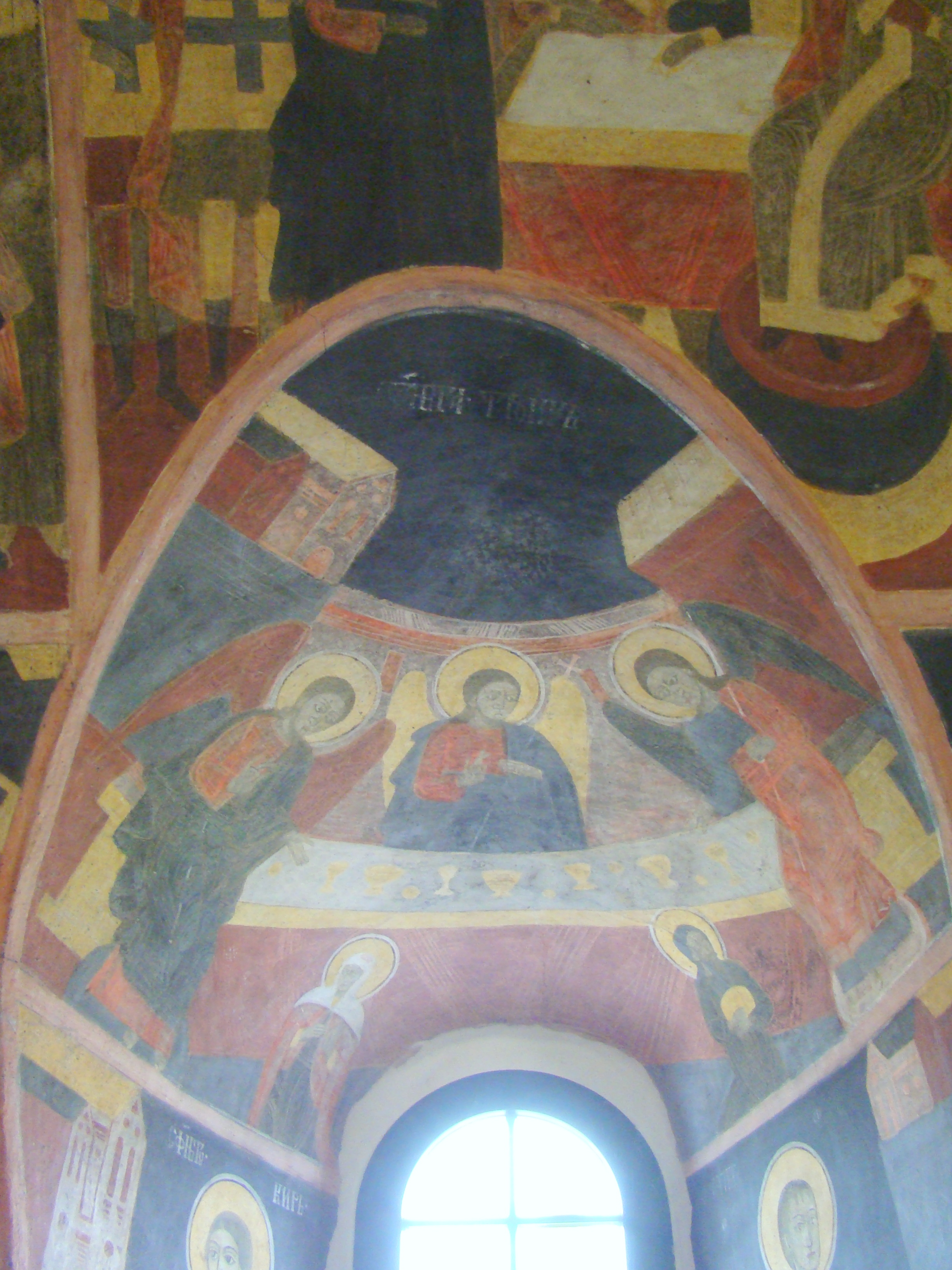
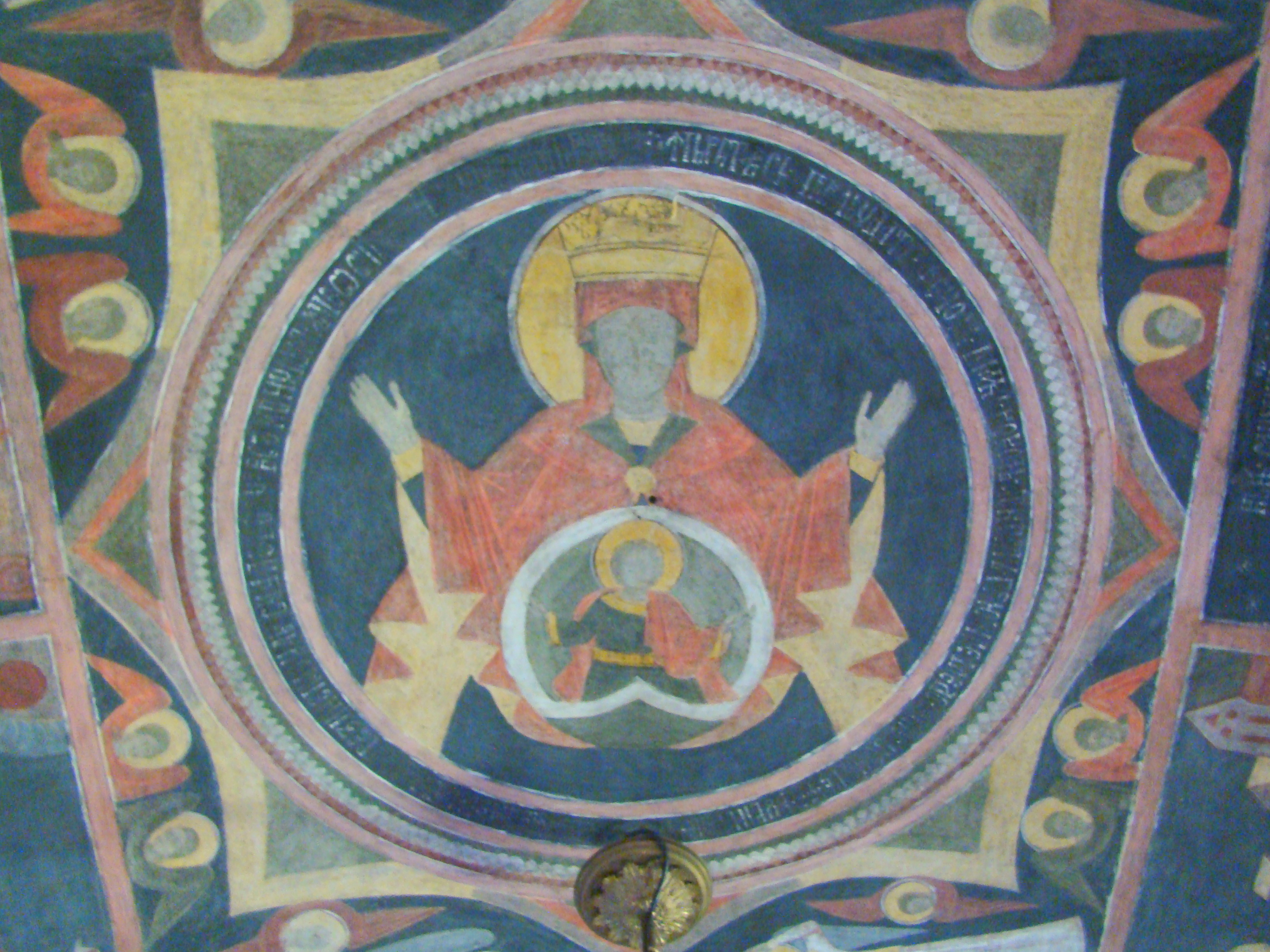
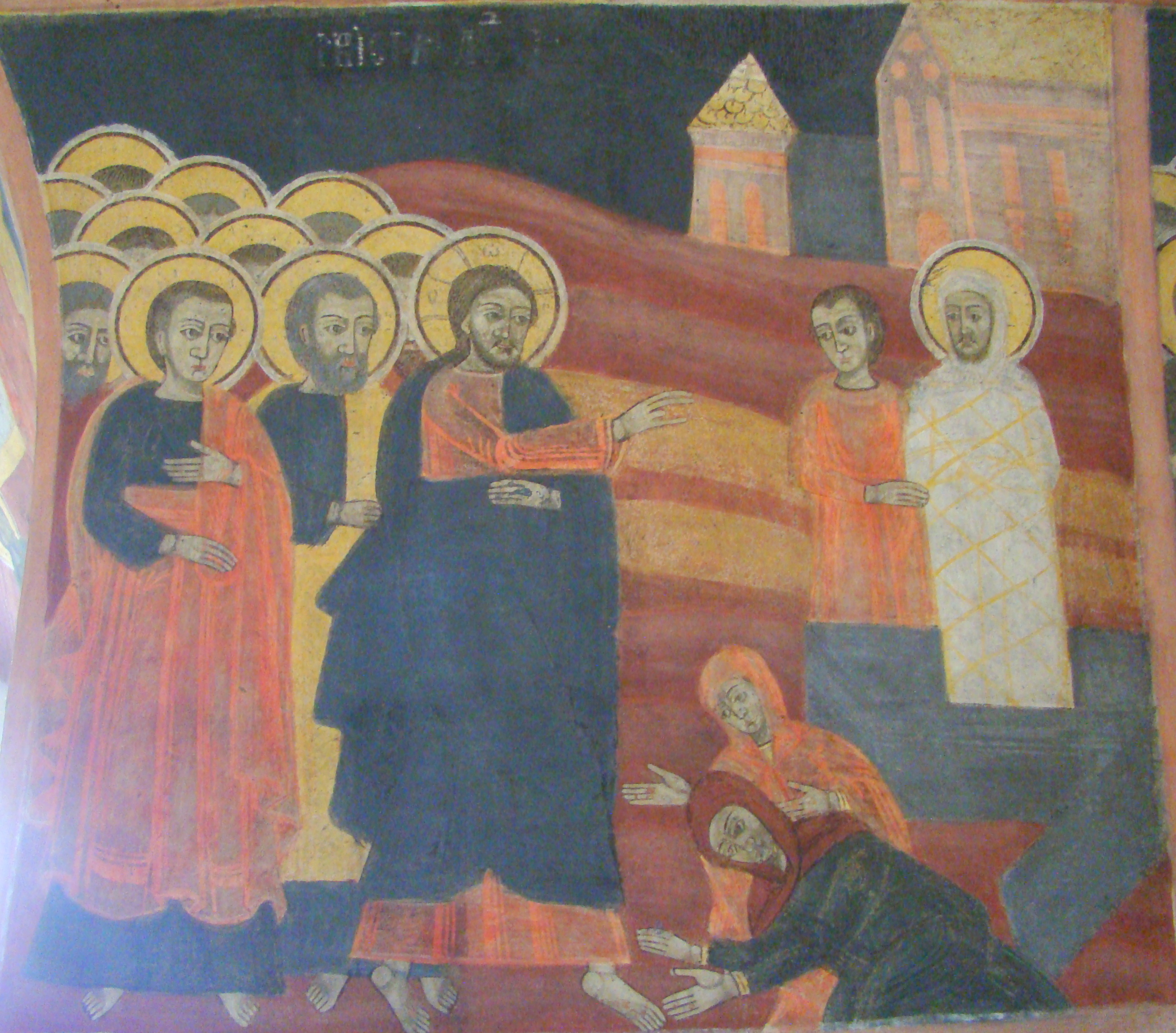
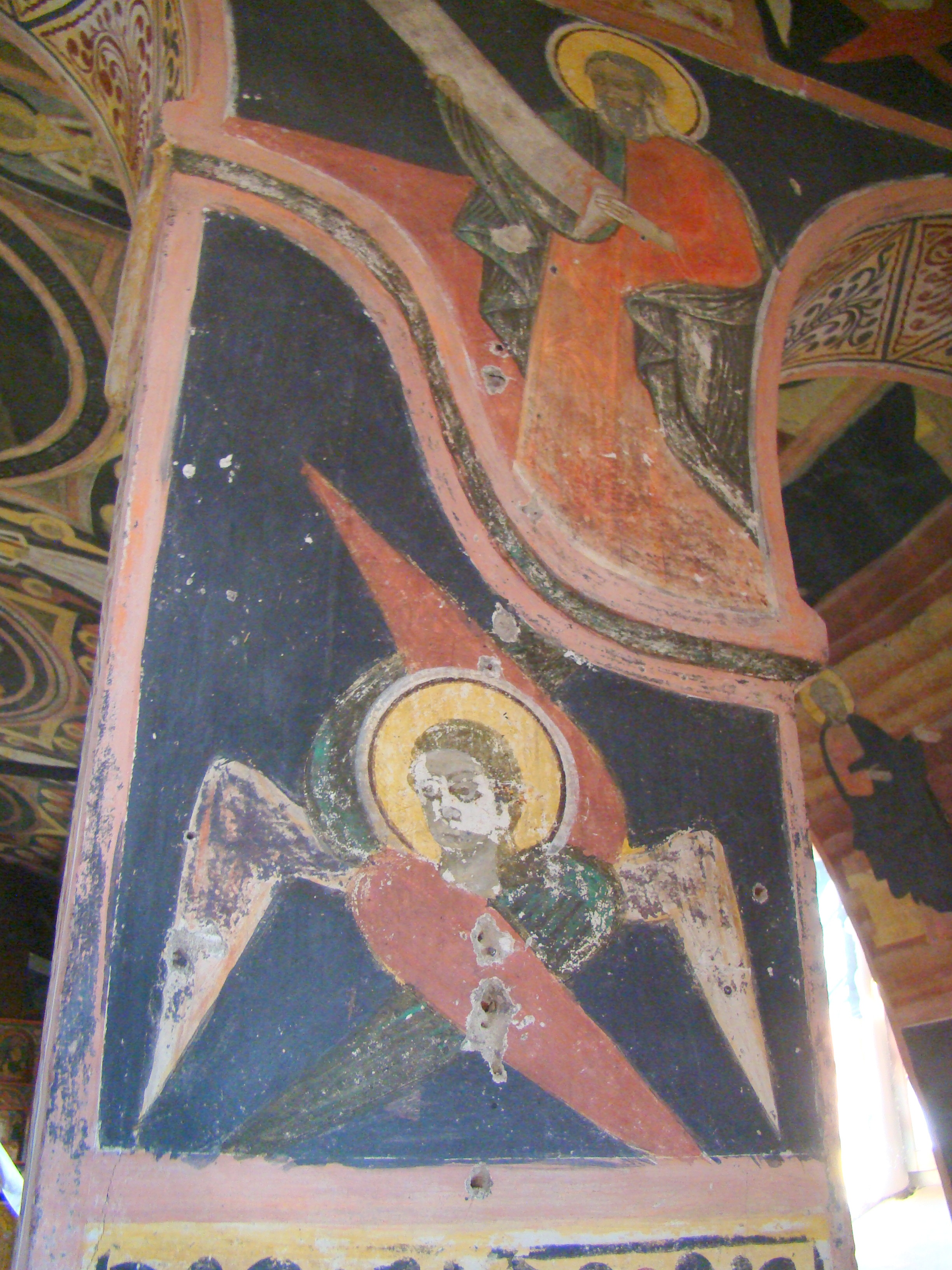
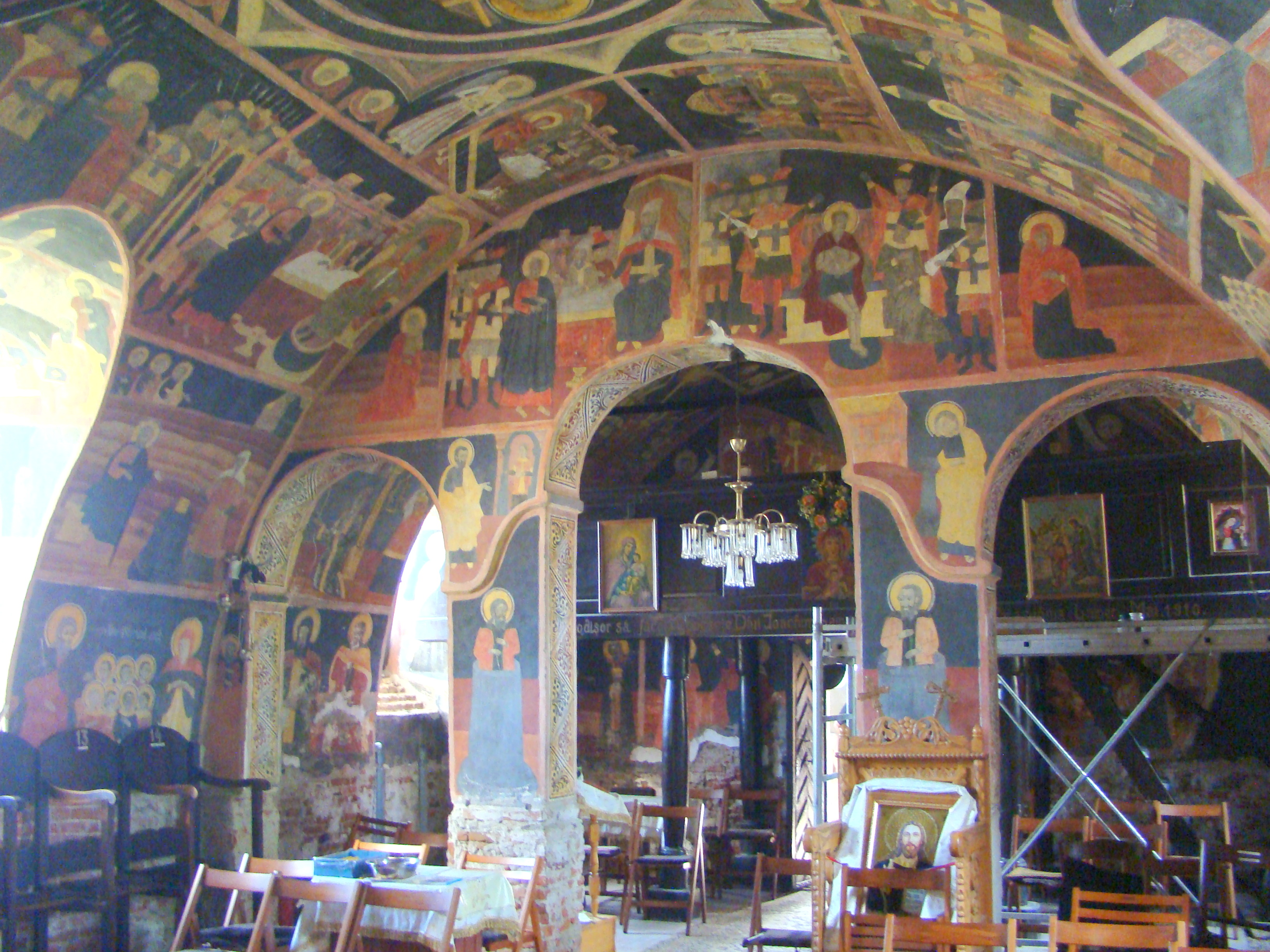

## Vezi și
- Măieruș, Brașov